# Leichtathletik-Weltmeisterschaften 2017/1500 m der Männer

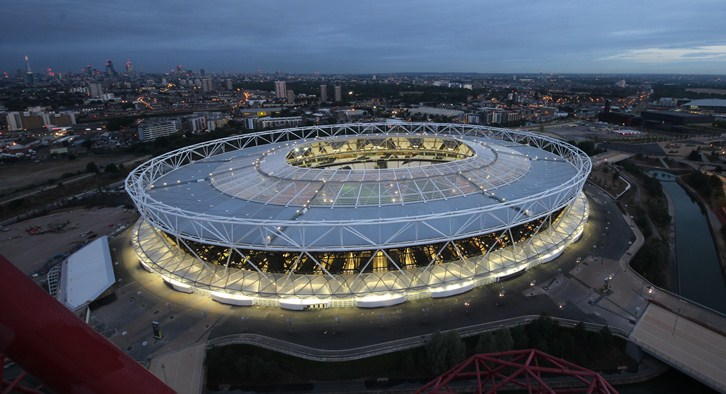
Das Olympiastadion London im Jahr 2017

Der 1500-Meter-Lauf der Männer bei den Leichtathletik-Weltmeisterschaften 2017 wurde am 10., 11. und 13. August im Olympiastadion der britischen Hauptstadt London ausgetragen.
In diesem Wettbewerb erzielten die Mittelstreckenläufer aus Kenia einen Doppelsieg. Es gewann der Vizeweltmeister von 2015 Elijah Motonei Manangoi. Silber ging an den Vizeafrikameister von 2016 Timothy Cheruiyot. Der amtierende Europameister Filip Ingebrigtsen aus Norwegen errang die Bronzemedaille.

## Rekorde
| Weltrekord               | Hicham El Guerrouj | 3:26,00 min | Rom, Italien           | 14. Juli 1998   |
| Weltmeisterschaftsrekord | Hicham El Guerrouj | 3:27,65 min | WM in Sevilla, Spanien | 24. August 1999 |

Der bestehende WM-Rekord wurde bei diesen Weltmeisterschaften nicht eingestellt und nicht verbessert.
Es wurde ein Landesrekord aufgestellt:

3:44,03 min – Harvey Dixon (Gibraltar), dritter Vorlauf am 10. August

## Doping
Der im Finale zunächst sechstplatzierte Sadik Mikhou aus Bahrain wurde wegen Unregelmäßigkeiten in seinem Biologischen Pass vom 5. September 2018 an für zwei Jahre und drei Monate gesperrt. Seine zwischen dem 3. Juni 2016 und Herbst 2018 erzielten Resultate wurden annulliert.
Es kam zu Benachteiligungen für zwei Läufer. Auf der Grundlage der erzielten Resultate waren dies:
- Federico Bruno, Argentinien – Er wäre über die Zeitregel für das Halbfinale qualifiziert gewesen.
- Abdalaati Iguider, Marokko – Er hätte als Fünfter des ersten Halbfinalrennens am Finale teilnehmen können.

## Vorläufe

### Lauf 1

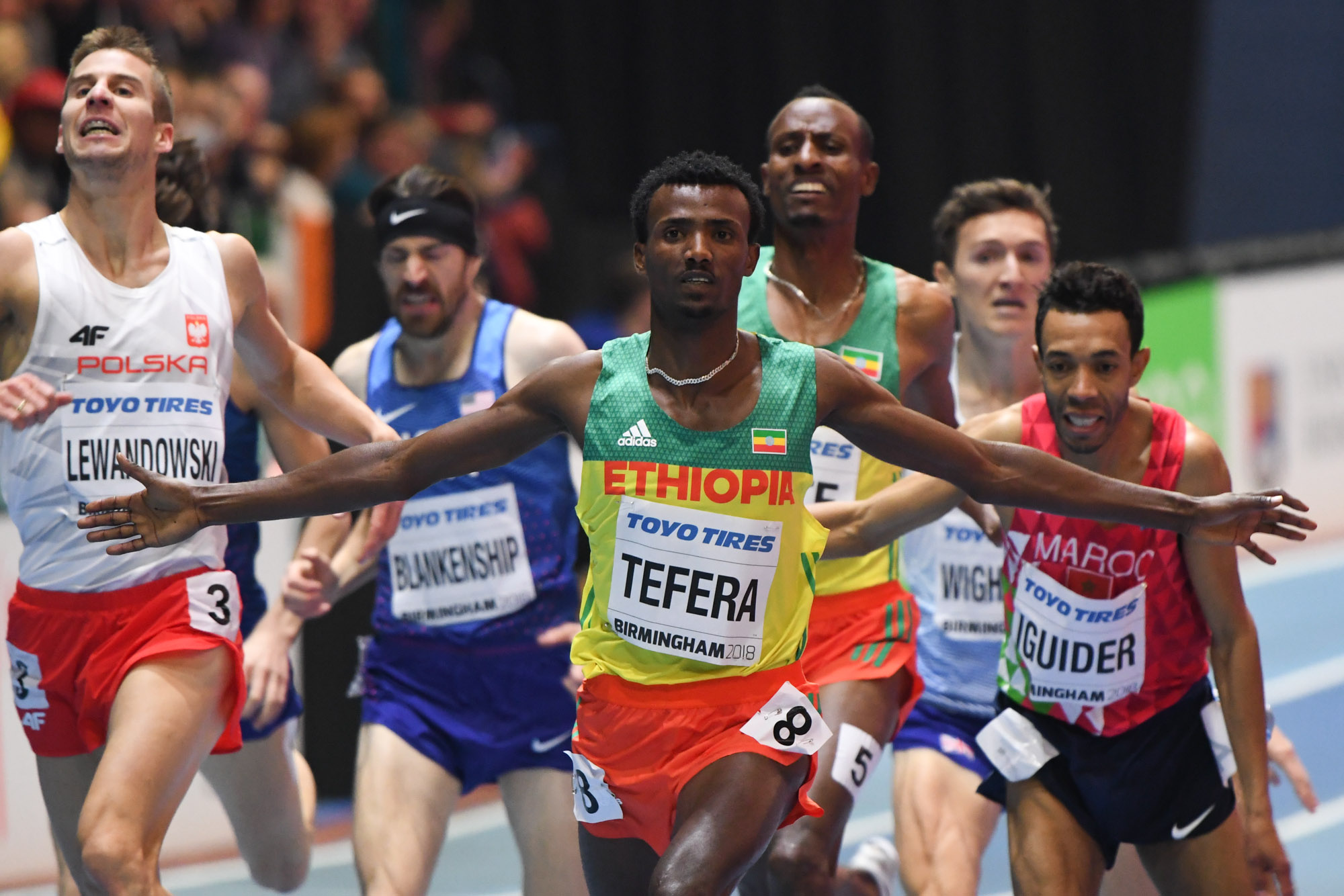
Samuel Tefera (hier als Sieger eines Hallenrennens im Jahr 2018) – ausgeschieden als Achter in 3:46,22 min

10. August 2017, 20:25 Uhr Ortszeit (21:25 Uhr MESZ)
| Platz | Name                    | Land           | Zeit (min) |
| ----- | ----------------------- | -------------- | ---------- |
| 1     | Elijah Motonei Manangoi | Kenia          | 3:45,93    |
| 2     | Asbel Kiprop            | Kenia          | 3:45,96    |
| 3     | Timo Benitz             | Deutschland    | 3:46,01    |
| 4     | Abdalaati Iguider       | Marokko        | 3:46,03    |
| 5     | Marcin Lewandowski      | Polen          | 3:46,06    |
| 6     | Jordan Williamsz        | Australien     | 3:46,11    |
| 7     | Mahiedine Mekhissi      | Frankreich     | 3:46,17    |
| 8     | Samuel Tefera           | Äthiopien      | 3:46,22    |
| 9     | David Torrence          | Peru           | 3:46,39    |
| 10    | Ayanleh Souleiman       | Dschibuti      | 3:46,64    |
| 11    | Josh Kerr               | Großbritannien | 3:47,30    |
| 12    | Abderrahmane Anou       | Algerien       | 3:47,38    |
| 13    | David Bustos            | Spanien        | 3:47,52    |
| 14    | Matthew Centrowitz      | USA            | 3:48,34    |
| DNS   | Thiago André            | Brasilien      |            |

Weitere im ersten Vorlauf ausgeschiedene Läufer:

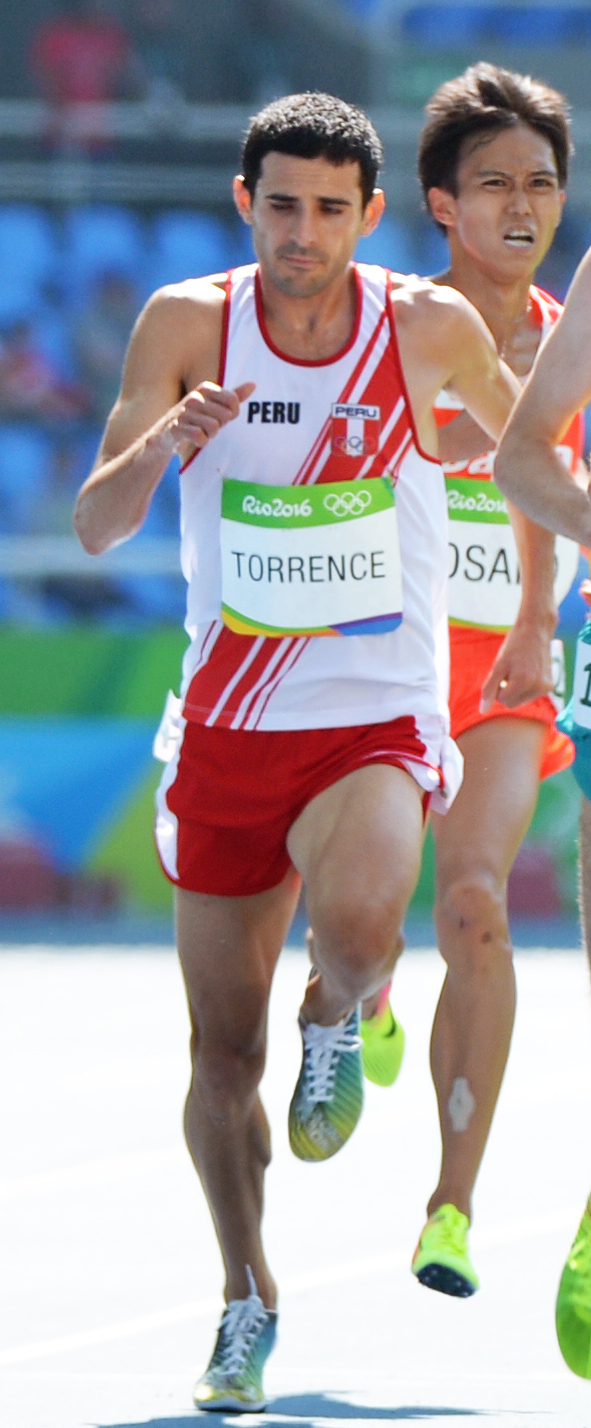
David Torrence Rang neun in 3:46,39 min
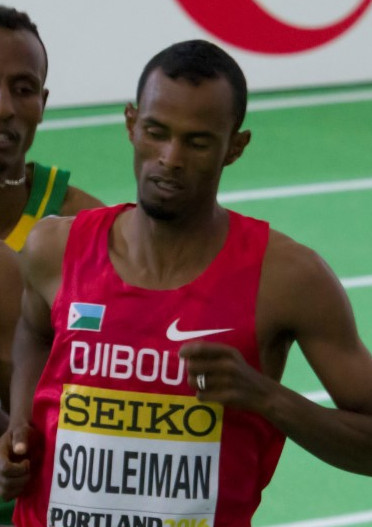
Ayanleh Souleiman Rang zehn in 3:46,64 min
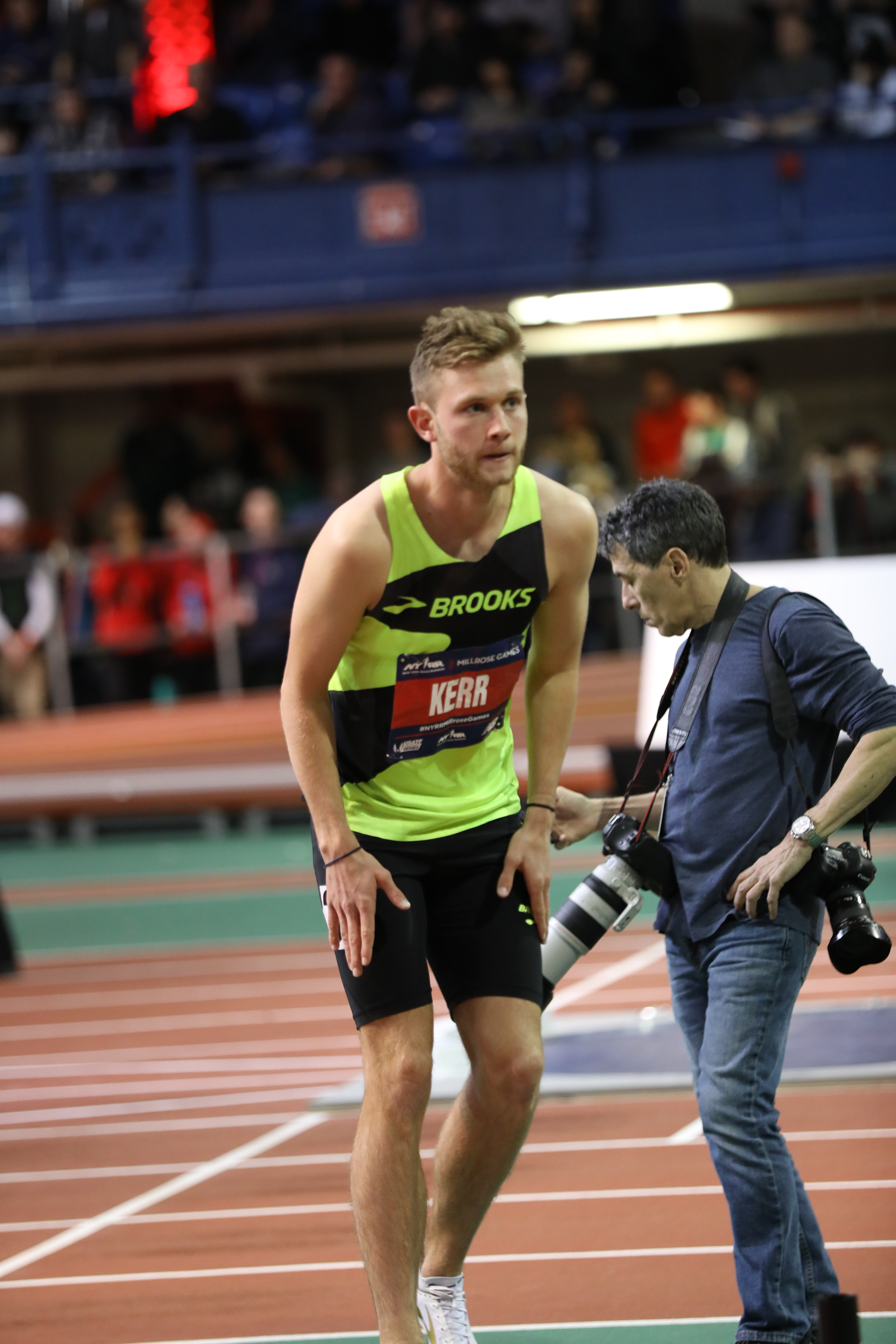
Josh Kerr Rang elf in 3:47,30 min
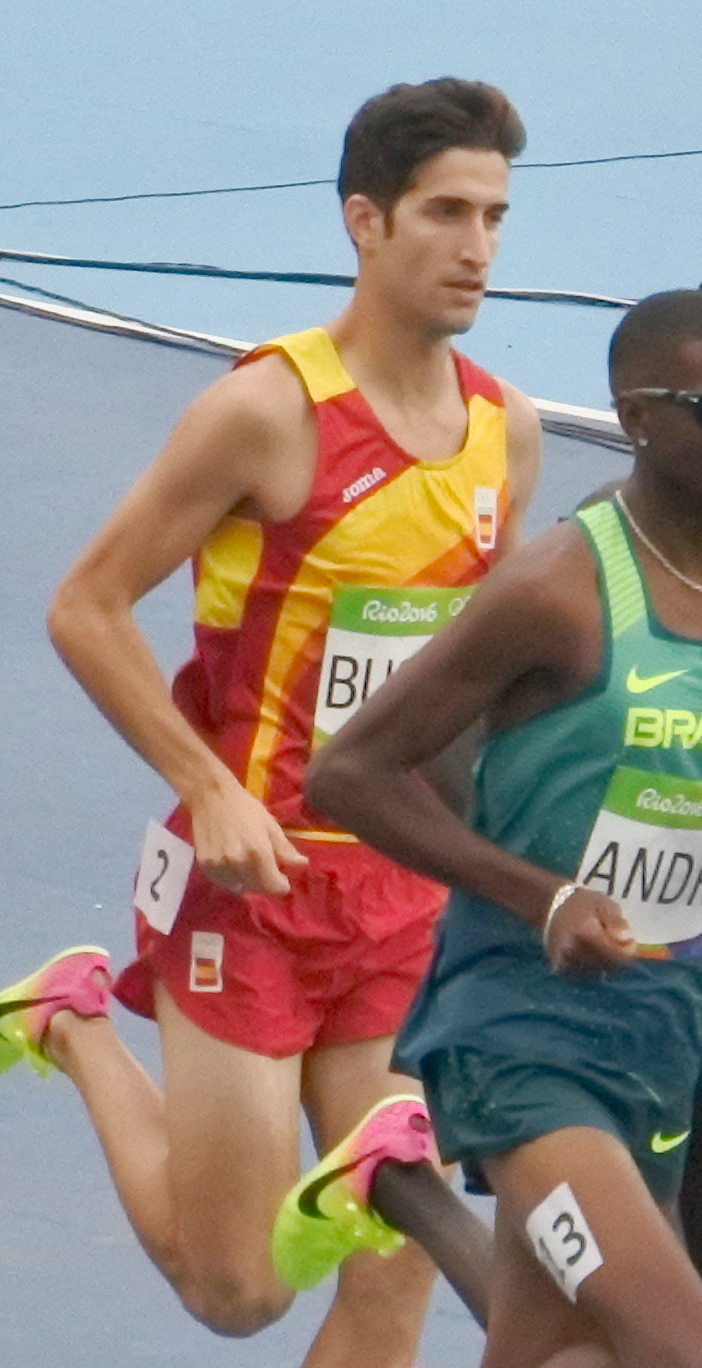
David Bustos Rang dreizehn in 3:47,52 min
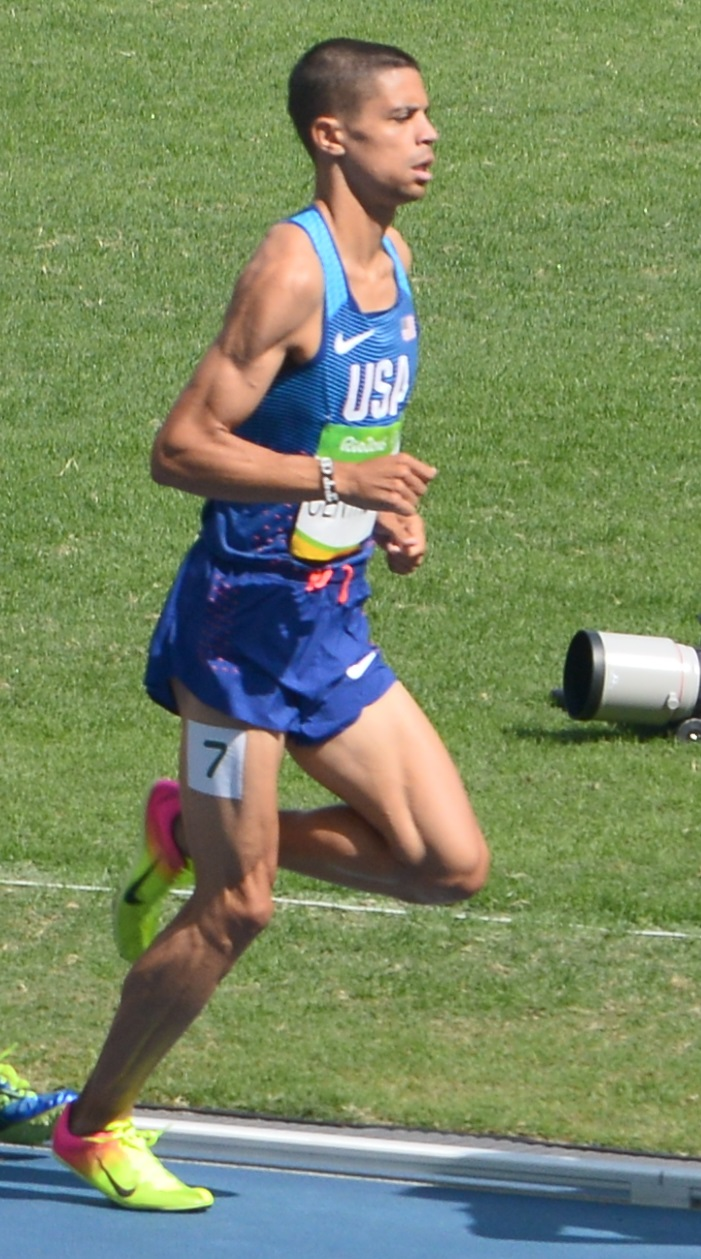
Matt Centrowitz Rang vierzehn in 3:48,34 min

### Lauf 2
10. August 2017, 20:37 Uhr Ortszeit (21:37 Uhr MESZ)
Die Niederlande legte nach dem Rennen für ihren Athleten Richard Douma Protest ein, da er durch einen Stoß des Konkurrenten Ronald Musagala aus Uganda ins Straucheln geraten sei und fünfzig Meter vor der Ziellinie stürzte. Die IAAF entschied, Musagala nicht zu disqualifizieren, Douma jedoch als zusätzlichem Teilnehmer ein Startrecht bei den Halbfinalläufen einzuräumen.
| Platz | Name            | Land                 | Zeit (min) | Anmerkung                                  |
| ----- | --------------- | -------------------- | ---------- | ------------------------------------------ |
| 1     | Jakub Holuša    | Tschechien           | 3:42,31    |                                            |
| 2     | Chris O’Hare    | Großbritannien       | 3:42,53    |                                            |
| 3     | Ronald Musagala | Uganda               | 3:42,75    |                                            |
| 4     | Nick Willis     | Neuseeland           | 3:42,75    |                                            |
| 5     | Robby Andrews   | USA                  | 3:43,03    |                                            |
| 6     | Ronald Kwemoi   | Kenia                | 3:43,10    |                                            |
| 7     | Federico Bruno  | Argentinien          | 3:43,16    | eigentlich für das Halbfinale qualifiziert |
| 8     | Ryan Gregson    | Australien           | 3:43,28    |                                            |
| 9     | Marc Alcalá     | Spanien              | 3:43,28    |                                            |
| 10    | Benjamín Enzema | Äquatorialguinea     | 3:48,39    |                                            |
| 11    | Dominic Lobalu  | Athlete Refugee Team | 3:52,78 PB | Athlet aus dem Südsudan                    |
| 12    | Richard Douma   | Niederlande          | 3:55,36    | nach Protest für das Halbfinale zugelassen |
| DOP   | Sadik Mikhou    | Bahrain              | 3:42,12    | für das Halbfinale zugelassen              |
| DNS   | Brahim Akachab  | Marokko              |            |                                            |
| DNS   | Chala Regassa   | Äthiopien            |            |                                            |

Im zweiten Vorlauf ausgeschiedene Läufer:

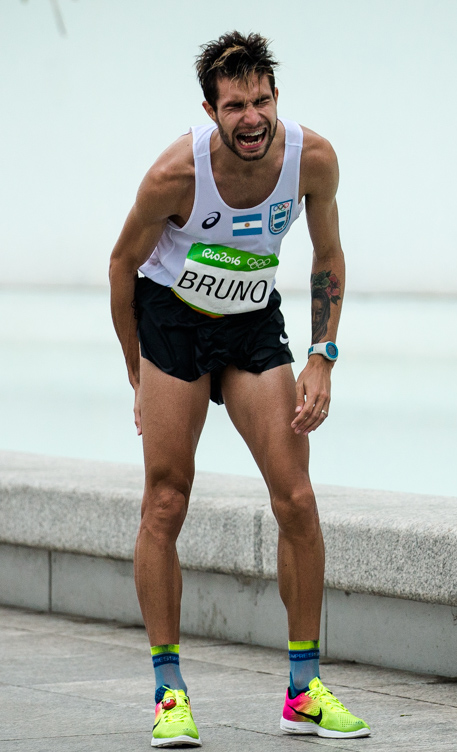
Federico Bruno – verpasste das Halbfinale, weil ein gedopter Läufer vor ihm lag
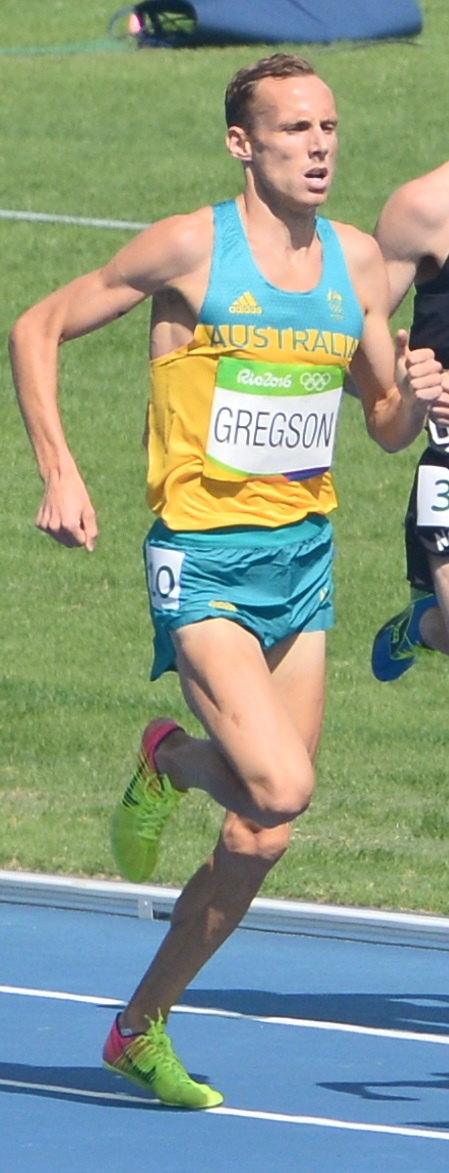
Ryan Gregson Rang  in  min
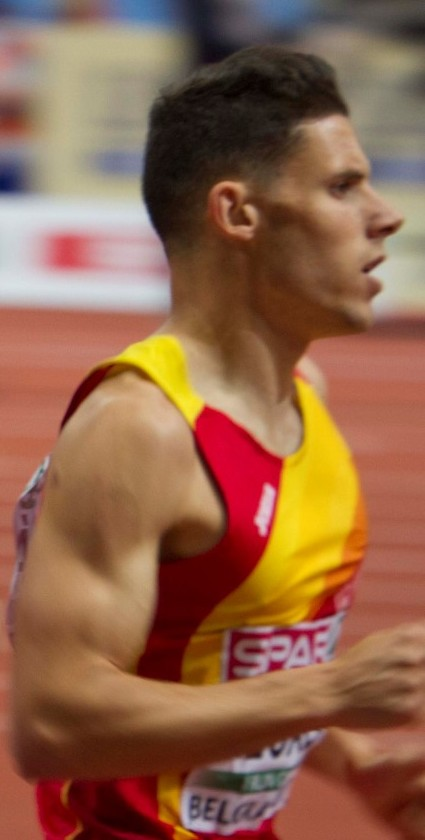
Marc Alcalá Rang neun in 3:43,28 min
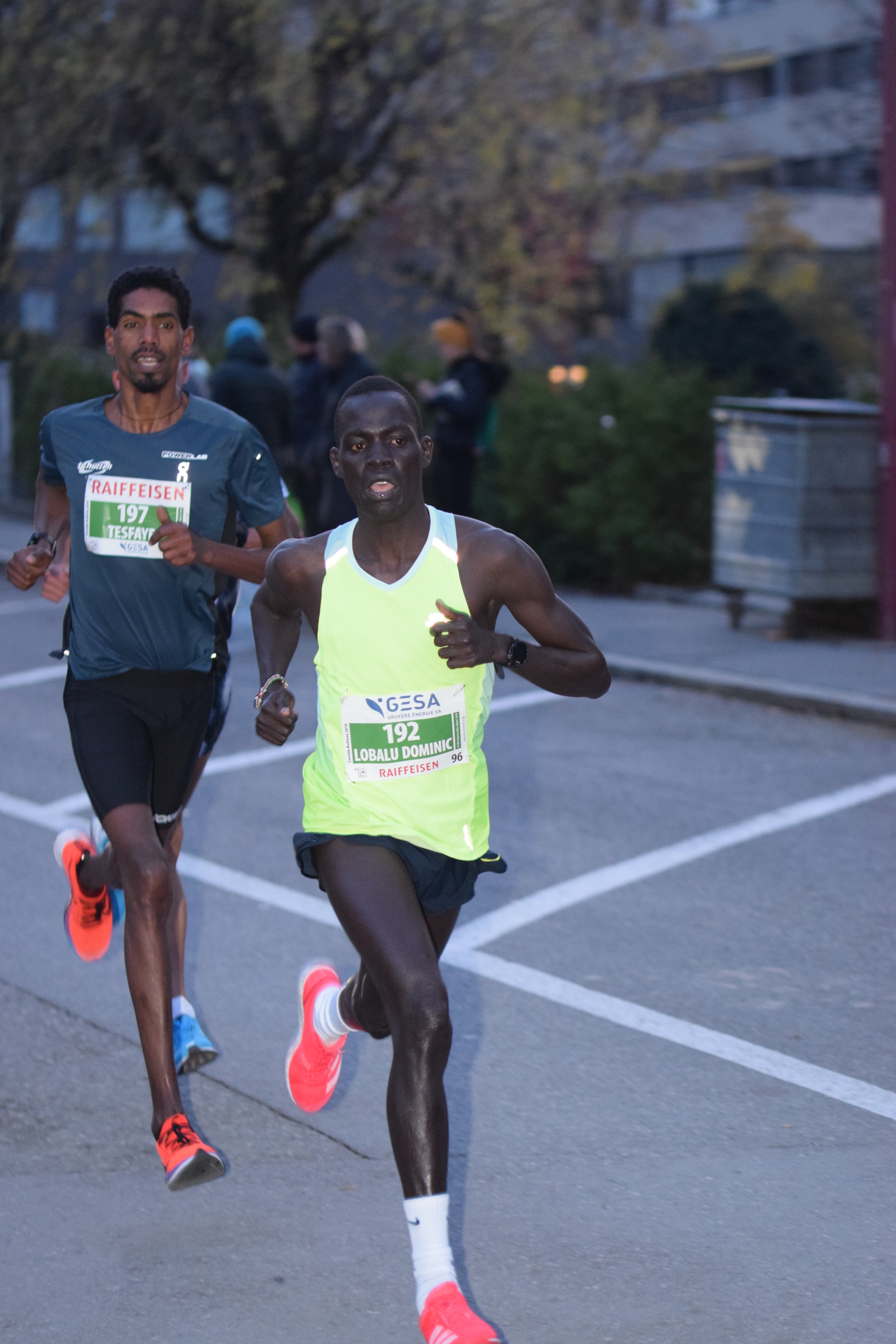
Dominic Lobalu (rechts) Rang elf in 3:52,78 min

### Lauf 3

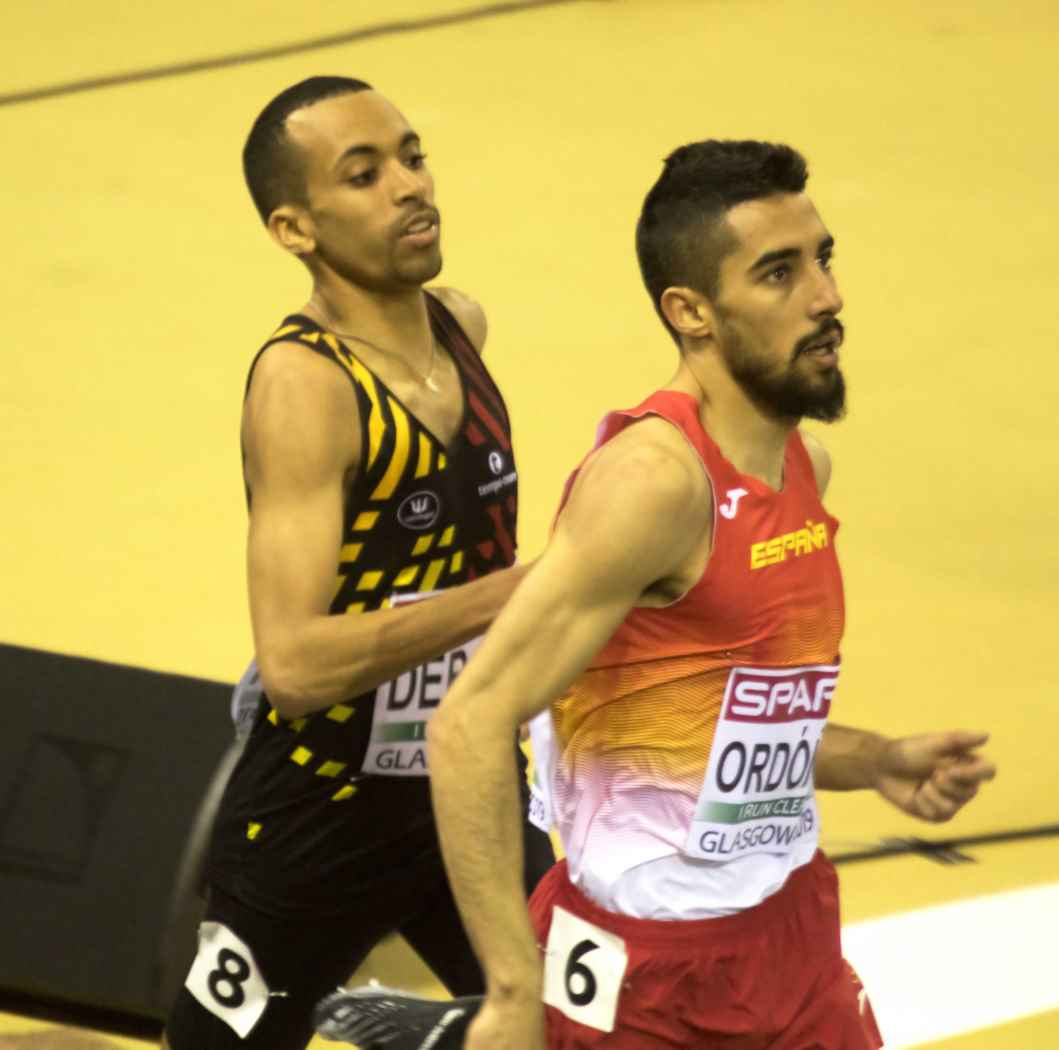
Ismael Debjani (links)– ausgeschieden als Zwölfter in 3:43,71 min
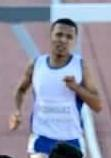
Erick Rodríguez – ausgeschieden als Vierzehnter in 3:52,35 min
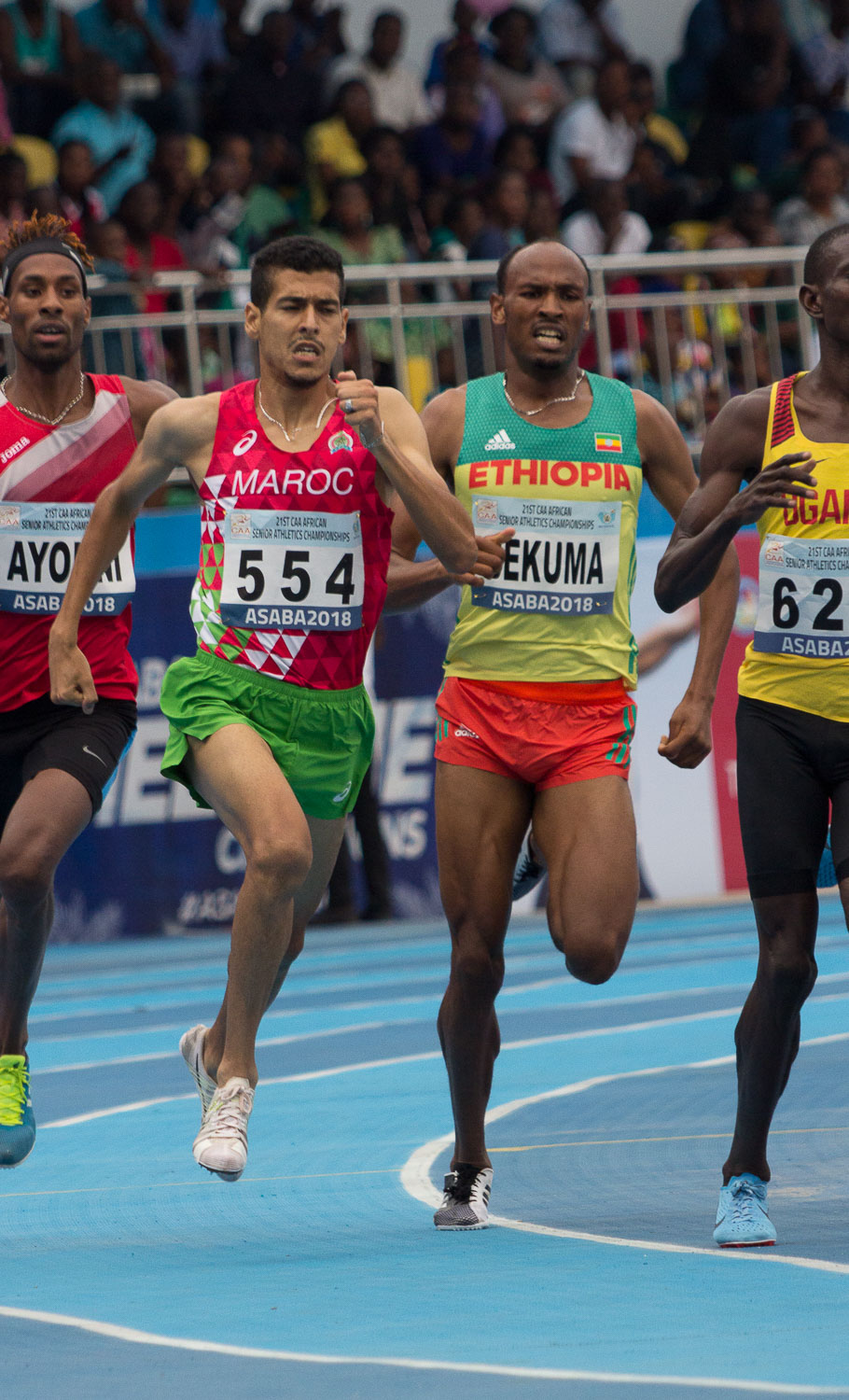
Taresa Tolosa Bekuma (Zweiter von rechts)– Rennen vorzeitig beendet

10. August 2017, 20:49 Uhr Ortszeit (21:49 Uhr MESZ)
| Platz | Name               | Land           | Zeit (min) |
| ----- | ------------------ | -------------- | ---------- |
| 1     | Luke Mathews       | Australien     | 3:38,19    |
| 2     | Timothy Cheruiyot  | Kenia          | 3:38,41    |
| 3     | Filip Ingebrigtsen | Norwegen       | 3:38,46    |
| 4     | Jake Wightman      | Großbritannien | 3:38,50    |
| 5     | Homiyu Tesfaye     | Deutschland    | 3:38,57    |
| 6     | Adel Mechaal       | Spanien        | 3:38,99    |
| 7     | Fouad el-Kaam      | Marokko        | 3:39,33    |
| 8     | John Gregorek      | USA            | 3:39,62    |
| 9     | Kalle Berglund     | Schweden       | 3:39,62    |
| 10    | Benson Seurei      | Bahrain        | 3:39,77    |
| 11    | Michał Rozmys      | Polen          | 3:40,28    |
| 12    | Ismael Debjani     | Belgien        | 3:43,71    |
| 13    | Harvey Dixon       | Gibraltar      | 3:44,03 NR |
| 14    | Erick Rodríguez    | Nicaragua      | 3:52,35 SB |
| DNF   | Taresa Tolosa      | Äthiopien      |            |

## Halbfinale
Aus den beiden Halbfinalläufen qualifizierten sich die fünf Ersten jedes Laufes – hellblau unterlegt – und zusätzlich die beiden Zeitschnellsten – hellgrün unterlegt – für das Finale.

### Lauf 1

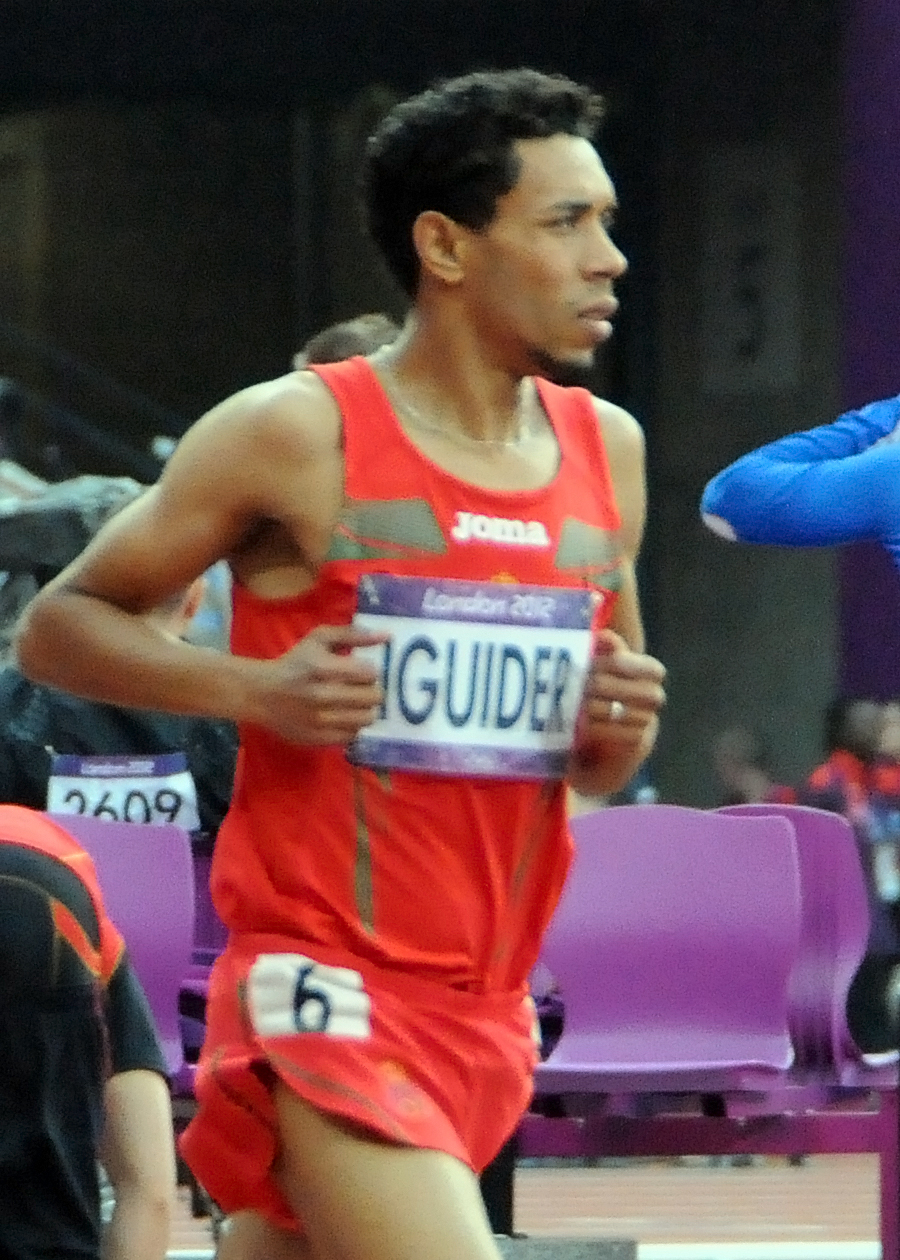
Abdalaati Iguider wurde durch einen Dopingbetrug um die Finalteilnahme gebracht

11. August 2017, 20:10 Uhr Ortszeit (21:10 Uhr MESZ)
| Platz | Name                    | Land           | Zeit (min) | Anmerkung                              |
| ----- | ----------------------- | -------------- | ---------- | -------------------------------------- |
| 1     | Elijah Motonei Manangoi | Kenia          | 3:40,10    |                                        |
| 2     | Asbel Kiprop            | Kenia          | 3:40,14    |                                        |
| 3     | Filip Ingebrigtsen      | Norwegen       | 3:40,23    |                                        |
| 4     | Adel Mechaal            | Spanien        | 3:40,60    |                                        |
| 5     | Abdalaati Iguider       | Marokko        | 3:40,76    | eigentlich für das Finale qualifiziert |
| 6     | Luke Mathews            | Australien     | 3:40,91    |                                        |
| 7     | Jake Wightman           | Großbritannien | 3:41,79    |                                        |
| 8     | Ronald Musagala         | Uganda         | 3:42,01    |                                        |
| 9     | Michał Rozmys           | Polen          | 3:42,94    |                                        |
| 10    | Timo Benitz             | Deutschland    | 3:44,38    |                                        |
| DNF   | Robby Andrews           | USA            |            |                                        |
| DOP   | Sadik Mikhou            | Bahrain        | 3:40,52    | für das Finale zugelassen              |

Weitere im ersten Halbfinale ausgeschiedene Läufer:

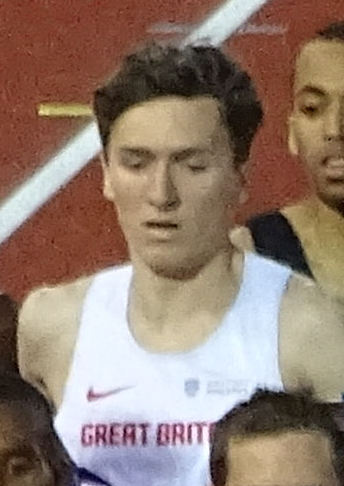
Jake Wightman Rang sieben in 3:41,79 min
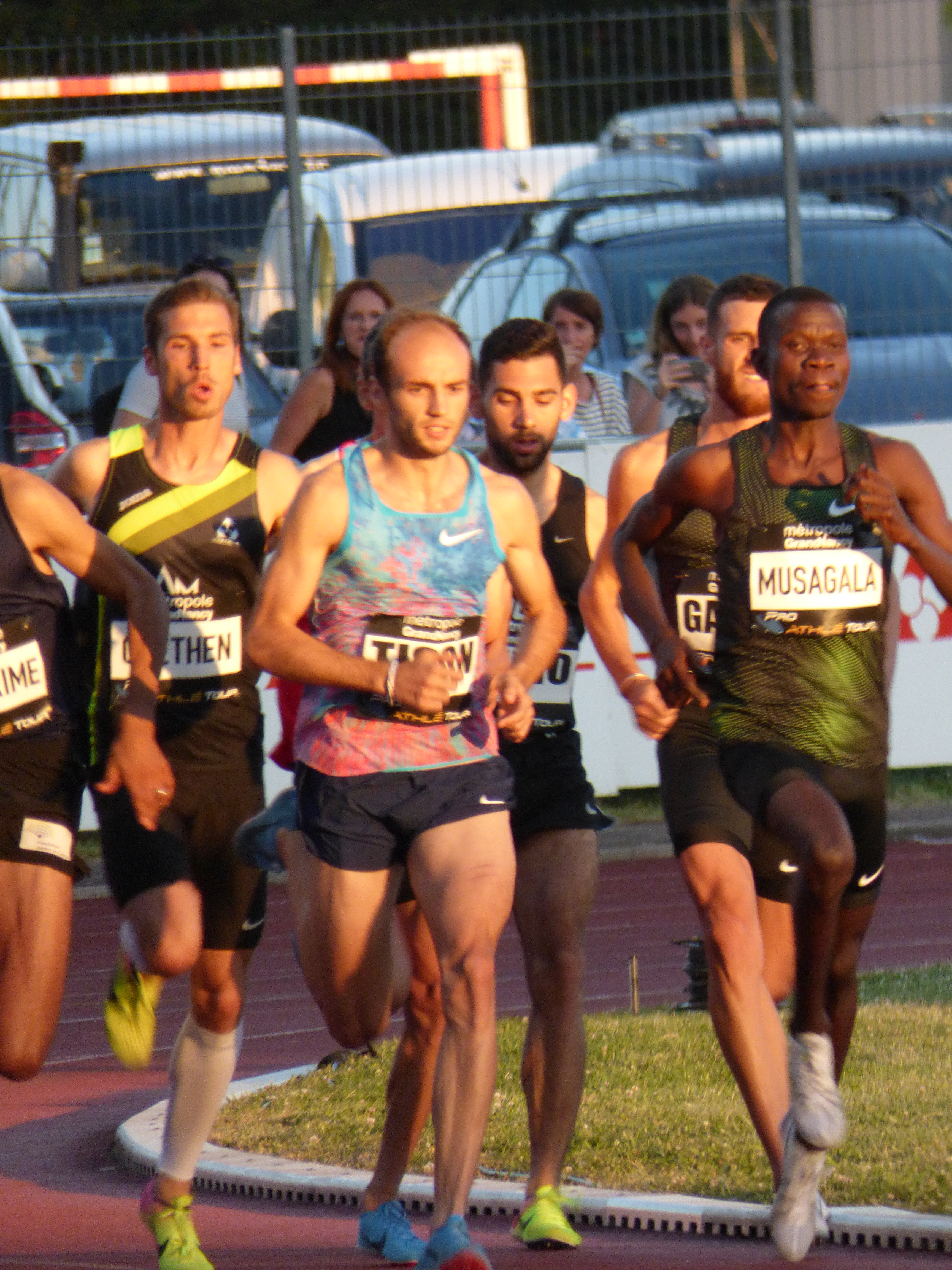
Ronald Musagala (ganz rechts) Rang acht in 3:42,01 min
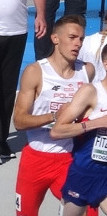
Michał Rozmys Rang neun in 3:42,94 min
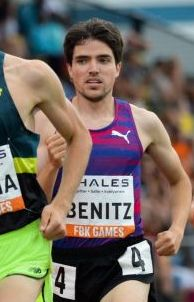
Timo Benitz Rang zehn in 3:44,38 min
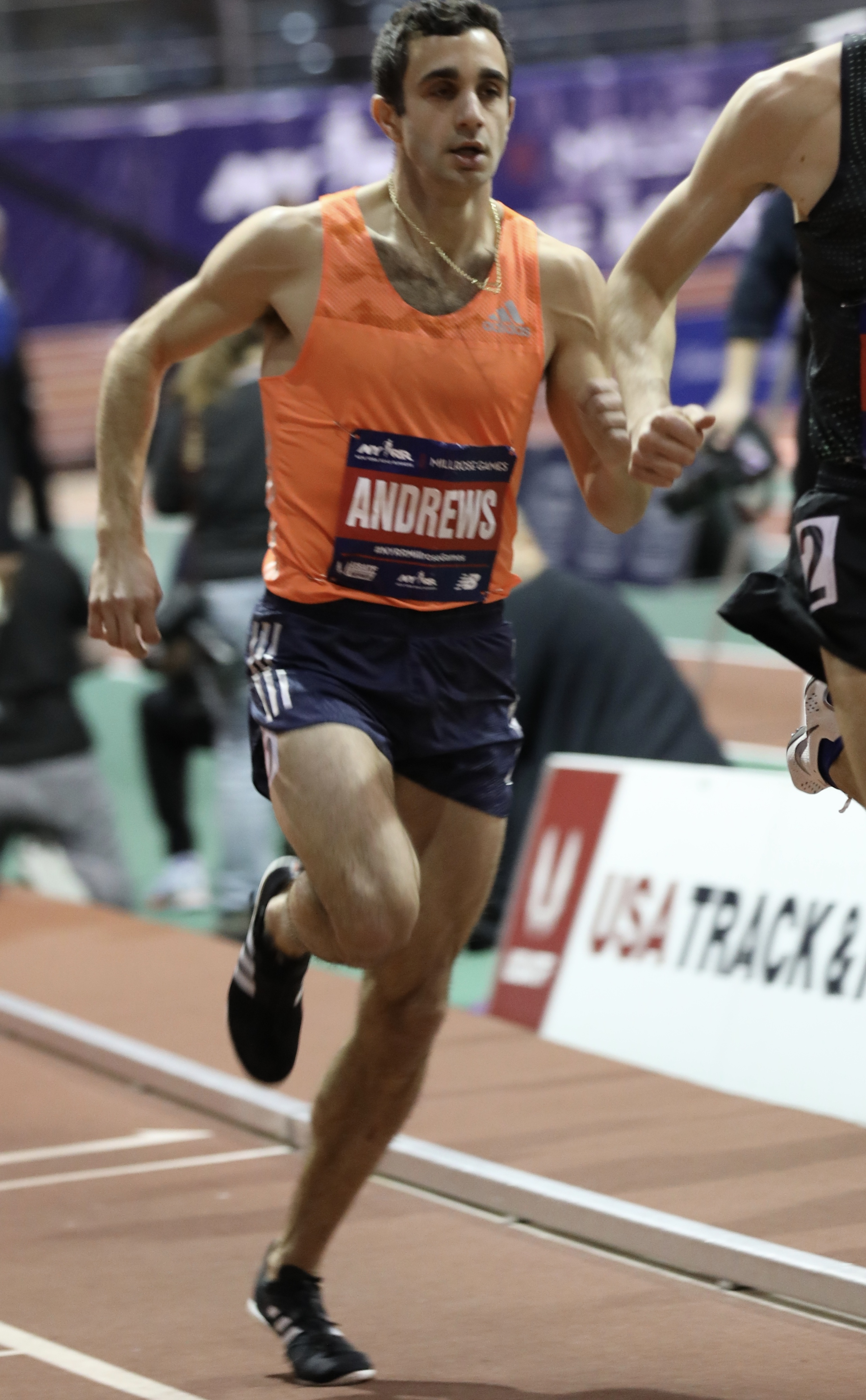
Robby Andrews Rennen nicht beendet

### Lauf 2
11. August 2017, 20:20 Uhr Ortszeit (21:20 Uhr MESZ)
| Platz | Name               | Land           | Offizielle Zeit (min) | Zeit in Tausendstel- sekunden (in offiziell) |
| ----- | ------------------ | -------------- | --------------------- | -------------------------------------------- |
| 1     | Jakub Holuša       | Tschechien     | 3:38,05               |                                              |
| 2     | Timothy Cheruiyot  | Kenia          | 3:38,14               |                                              |
| 3     | Marcin Lewandowski | Polen          | 3:38,32               |                                              |
| 4     | Chris O’Hare       | Großbritannien | 3:38,59               |                                              |
| 5     | Fouad el-Kaam      | Marokko        | 3:38,64               |                                              |
| 6     | Nick Willis        | Neuseeland     | 3:38,68               | 3:38,673                                     |
| 7     | John Gregorek      | USA            | 3:38,68               | 3:38,680                                     |
| 8     | Jordan Williamsz   | Australien     | 3:38,93               |                                              |
| 9     | Ronald Kwemoi      | Kenia          | 3:39,47               |                                              |
| 10    | Homiyu Tesfaye     | Deutschland    | 3:39,72               |                                              |
| 11    | Kalle Berglund     | Schweden       | 3:40,05               |                                              |
| 12    | Benson Seurei      | Bahrain        | 3:40,96               |                                              |
| 13    | Richard Douma      | Niederlande    | 3:47,74               |                                              |

Im zweiten Halbfinale ausgeschiedene Läufer:

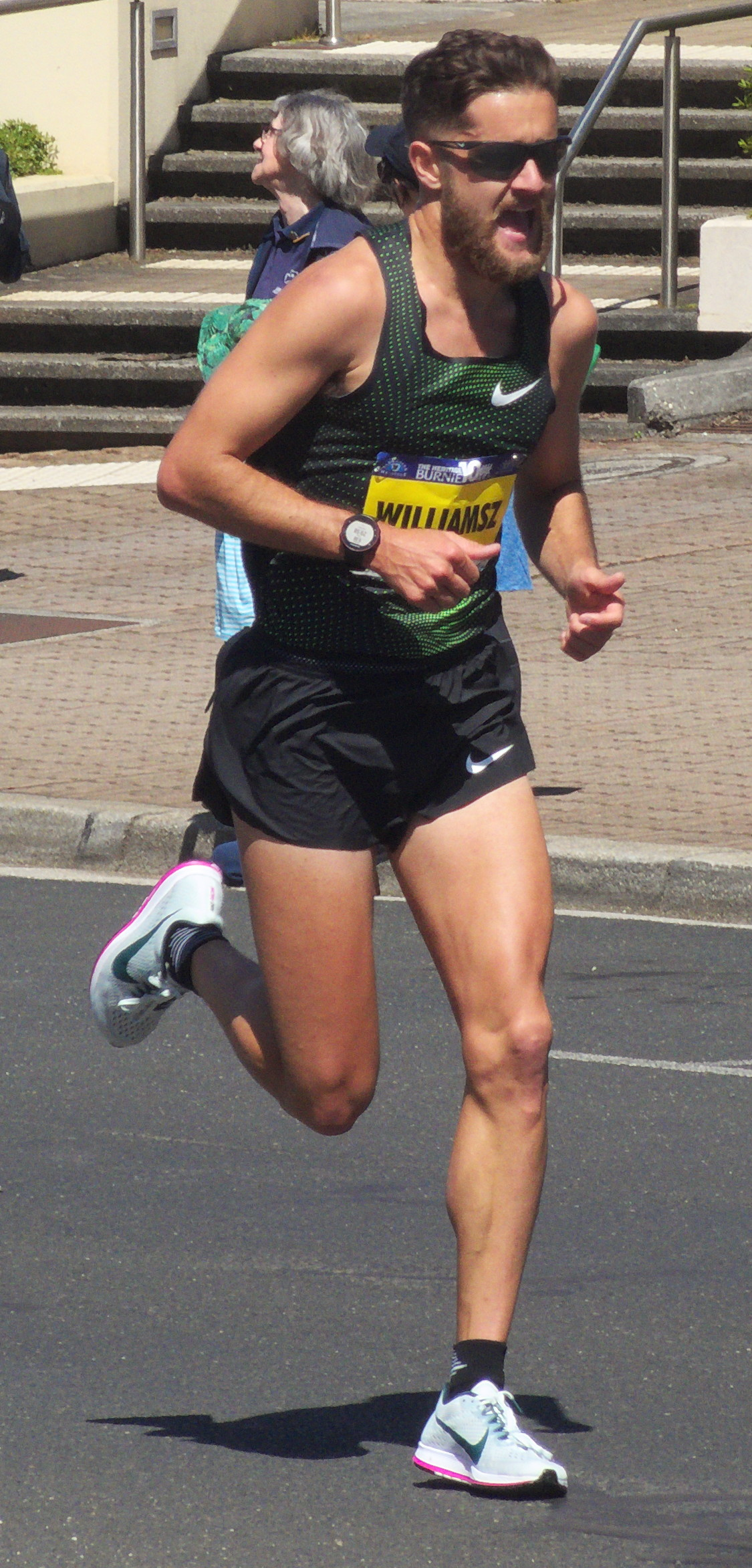
Jordan Williamsz Rang acht in 3:38,93 min
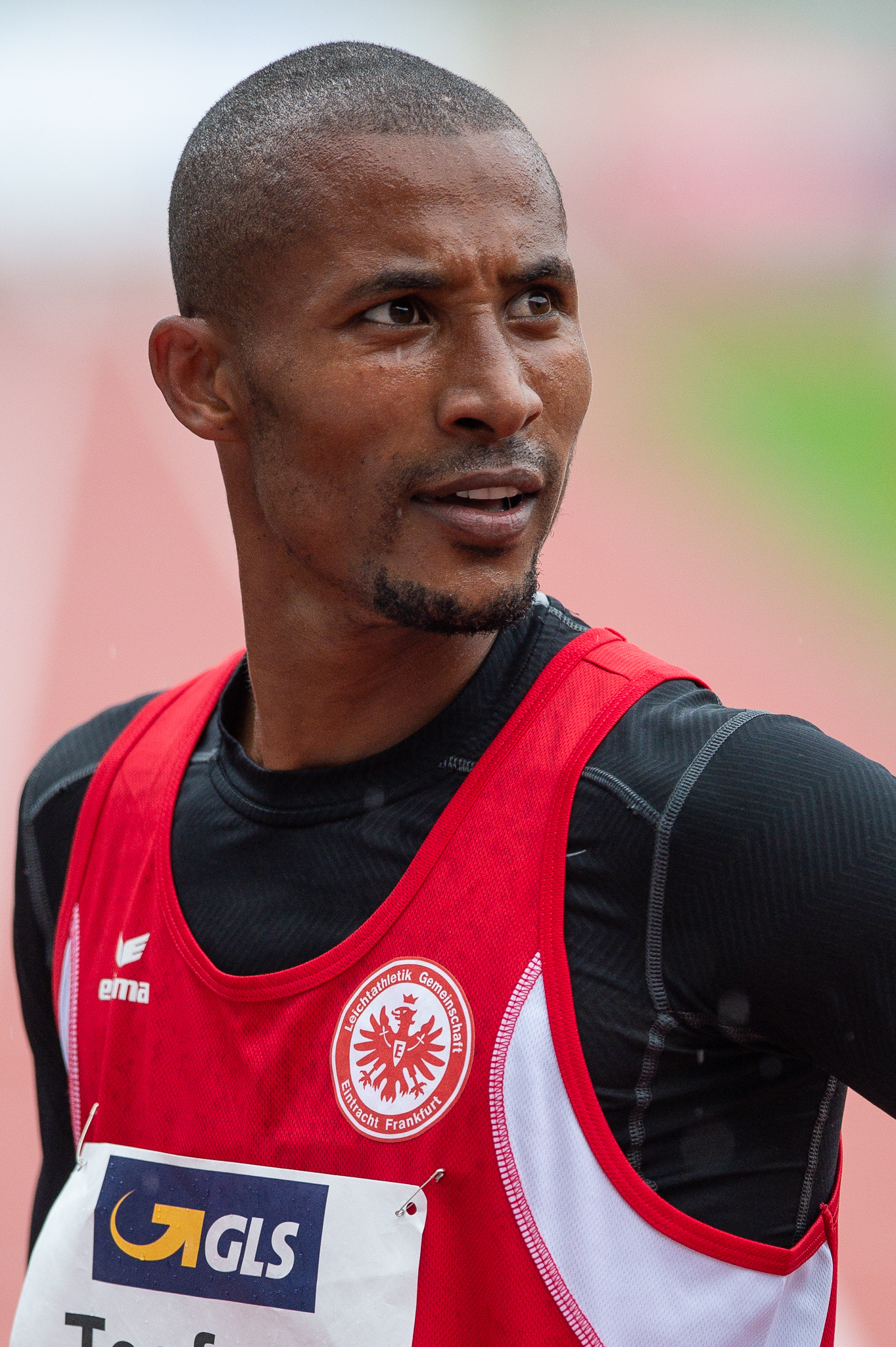
Homiyu Tesfaye Rang zehn in 3:39,72 min
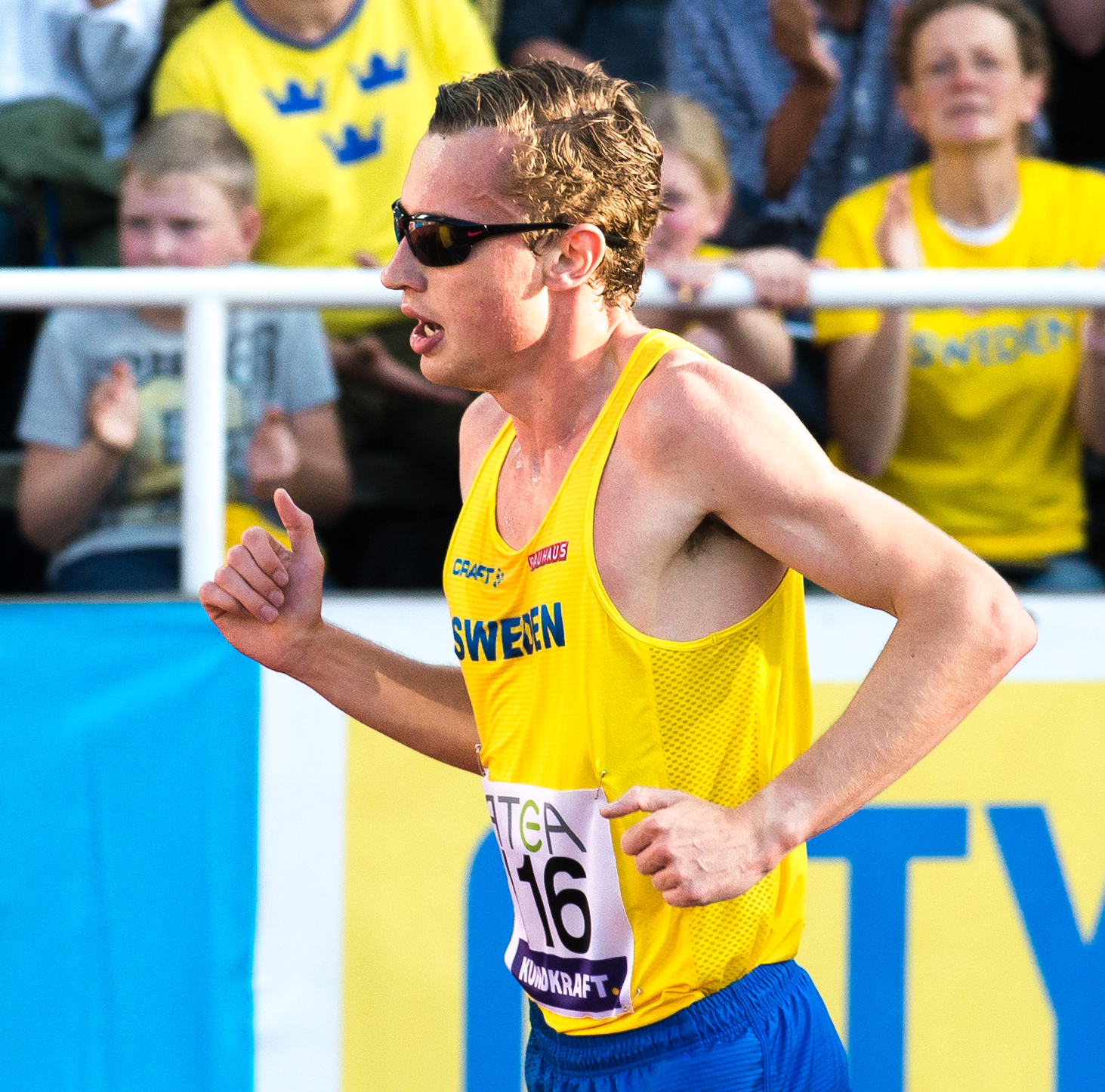
Kalle Berglund Rang elf in 3:40,05 min
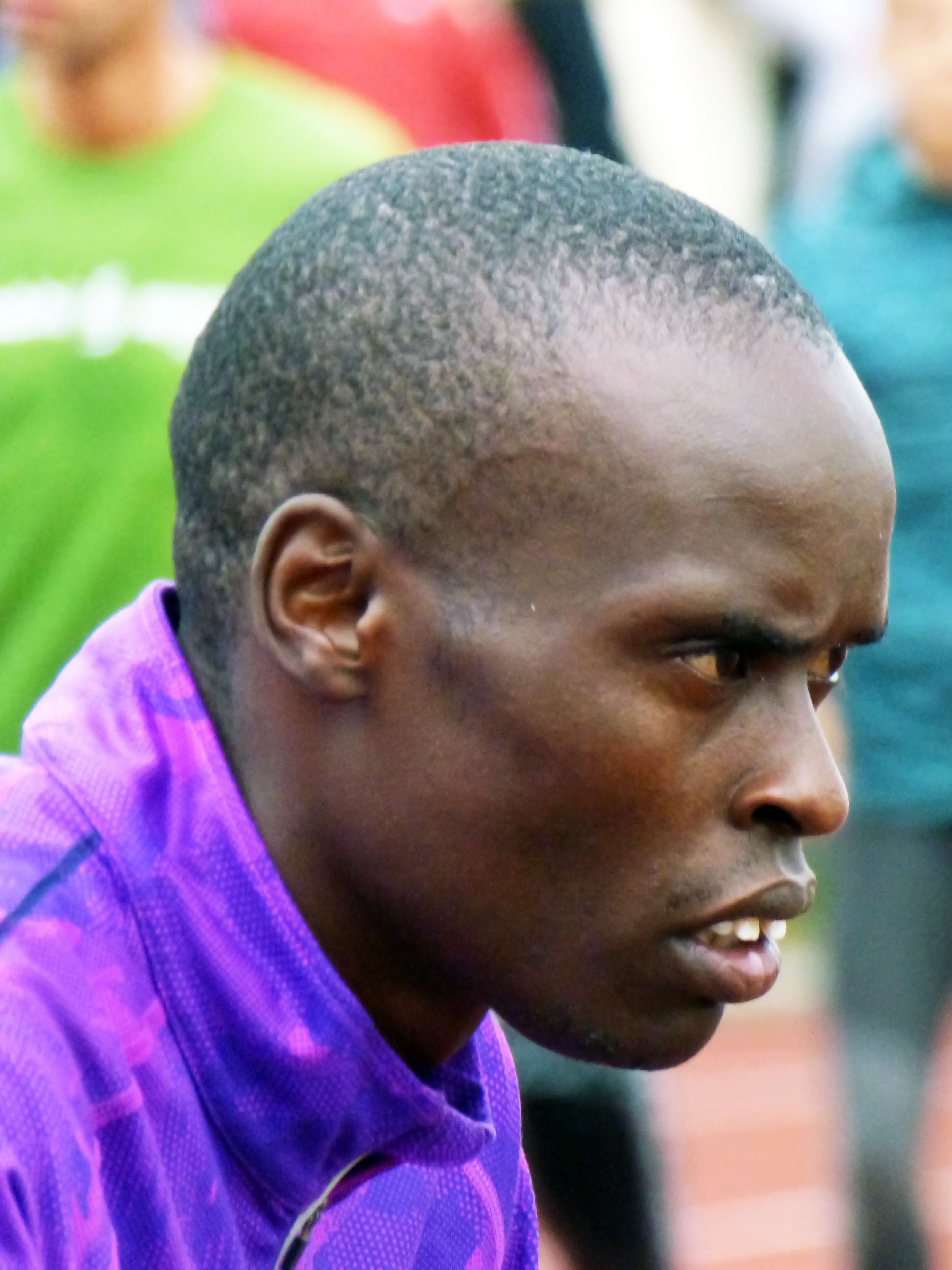
Benson Seurei Rang zwölf in 3:40,96 min
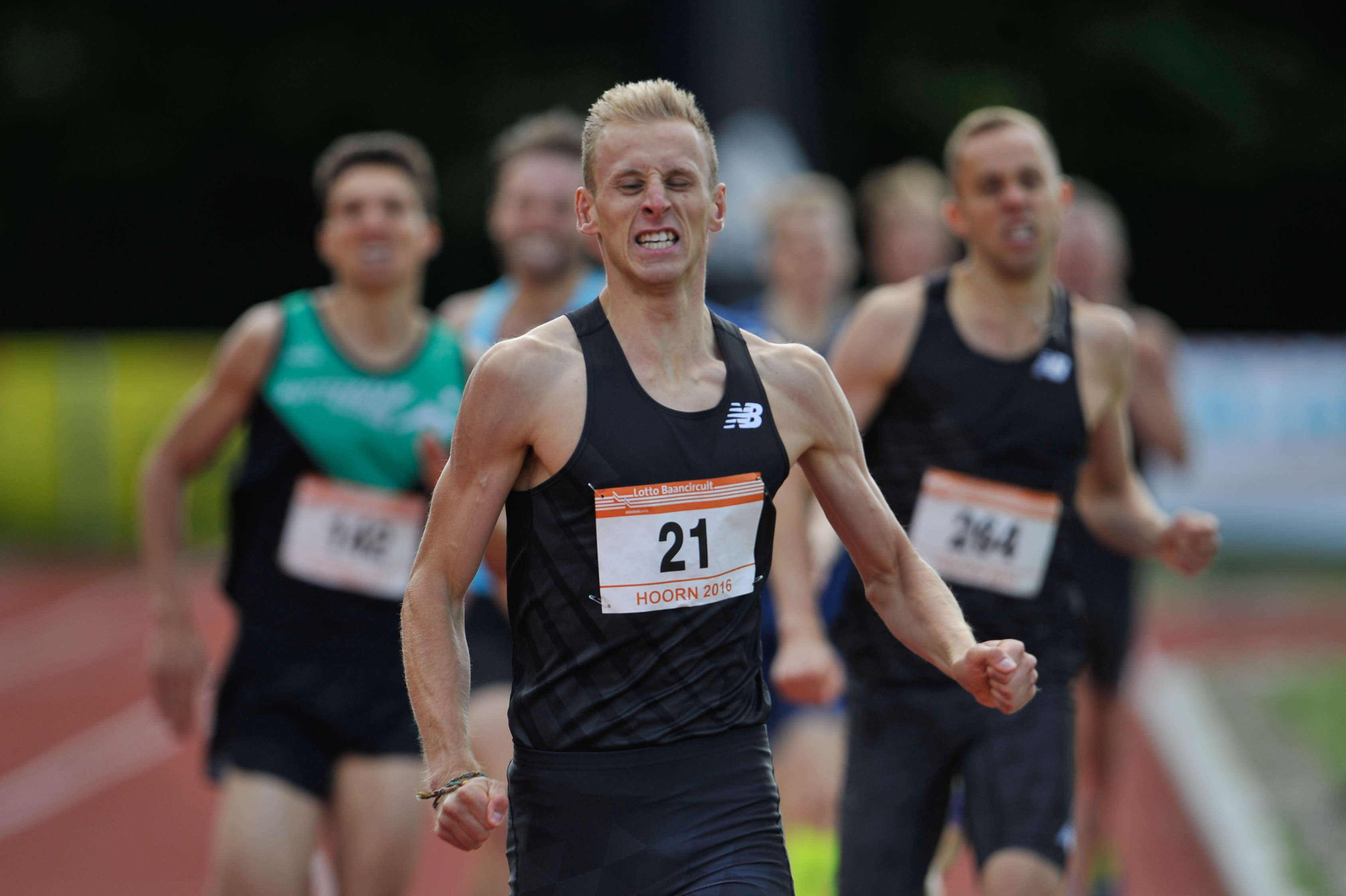
Richard Douma (Nr. 21) Rang dreizehn in 3:47,74 min

## Finale
13. August 2017, 20:30 Uhr Ortszeit (21:30 Uhr MESZ)
Zu den Favoriten gehörten auch in diesem Jahr wieder die beiden erstplatzierten Kenianer der letzten Weltmeisterschaften Asbel Kiprop – auch Weltmeister von 2013 – und Elijah Manangoi. Der marokkanische WMDritte von 2015 Abdalaati Iguider gehörte ebenfalls zum engeren Favoritenkreis. Unter den Teilnehmern war auch der US-amerikanische Olympiasieger von 2016 und Vizeweltmeister von 2013 Matt Centrowitz. Konkurrenz aus Europa war vor allem von dem spurtstarken aktuellen Europameister Filip Ingebrigtsen aus Norwegen zu erwarten. Centrowitz – im Vorlauf – und Iguider – im Halbfinale – waren allerdings bereits vorher ausgeschieden.
Das Finale begann nicht sonderlich schnell, die Zwischenzeit nach den ersten vierhundert Metern betrug 1:01,63 min. In der zweiten Runde setzten sich die beiden Kenianer Timothy Cheruiyot und Manangoi an die Spitze. Sie erhöhten das Tempo nun erheblich und es entstand eine kleine Lücke zum Rest des Feldes. Der Doppelweltmeister von 2013 und 2015 Kiprop schloss bald zu seinen führenden Landsleuten auf. Mit etwas Abstand folgten Ingebrigtsen, der Spanier Adel Mechaal und der Tscheche Jakub Holuša. Die Rundenzeit für die zweiten vierhundert Meter lautete 55,96 s. Zu Beginn der letzten Runde hatten die drei Verfolger wieder Anschluss an die Kenianer gefunden. Runde drei wurde in 56,09 s absolviert. Auf der Gegengeraden lagen die sechs Führenden mit Cheruiyot an der Spitze vor Manangoi, Ingebrigtsen, Kiprop, Mechaal und Holuša noch eng zusammen. In der Zielkurve konnte Kiprop das Tempo nicht mehr halten. Cheruiyot und Manangoi setzten sich ganz leicht ab, Ingebrigtsen und Mechaal folgten knapp dahinter, während auch Holuša Schwierigkeiten bekam. Zu Beginn der Zielgeraden war Ingebrigtsen wieder dicht hinter Manangoi, doch die beiden Kenianer machten das Rennen schließlich unter sich aus. Elijah Manangoi war im Spurt der Stärkste und lief als neuer Weltmeister durchs Ziel. Timothy Cheruiyot wurde Zweiter vor Filip Ingebrigtsen. Adel Mechaal belegte Rang vier, auf den fünften Platz kam Jakub Holuša vor dem später wegen Dopingmissbrauchs disqualifizierten Sadik Mikhou aus Bahrain und dem Polen Marcin Lewandowski.
| Platz | Athlet                  | Land           | Zeit (min) |
| ----- | ----------------------- | -------------- | ---------- |
|       | Elijah Motonei Manangoi | Kenia          | 3:33,61    |
|       | Timothy Cheruiyot       | Kenia          | 3:33,99    |
|       | Filip Ingebrigtsen      | Norwegen       | 3:34,53    |
| 4     | Adel Mechaal            | Spanien        | 3:34,71    |
| 5     | Jakub Holuša            | Tschechien     | 3:34,89    |
| 6     | Marcin Lewandowski      | Polen          | 3:36,02    |
| 7     | Nick Willis             | Neuseeland     | 3:36,82    |
| 8     | Asbel Kiprop            | Kenia          | 3:37,24    |
| 9     | John Gregorek           | USA            | 3:37,56    |
| 10    | Fouad el-Kaam           | Marokko        | 3:37,72    |
| 11    | Chris O’Hare            | Großbritannien | 3:38,28    |
| DOP   | Sadik Mikhou            | Bahrain        | 3:35,81    |

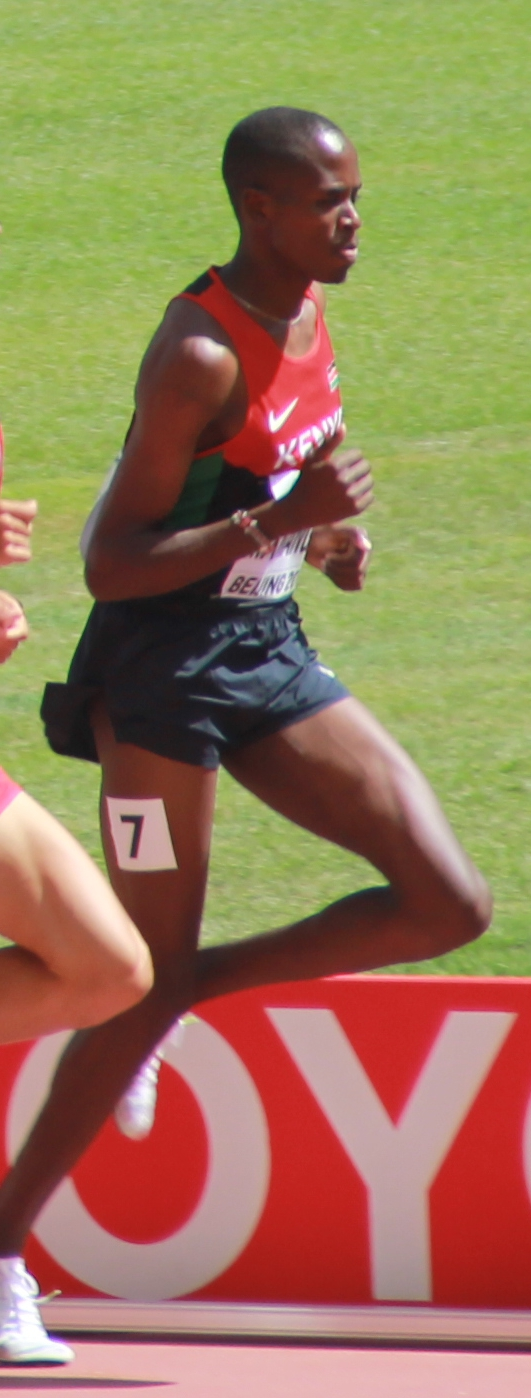
Weltmeister Elijah Manangoi
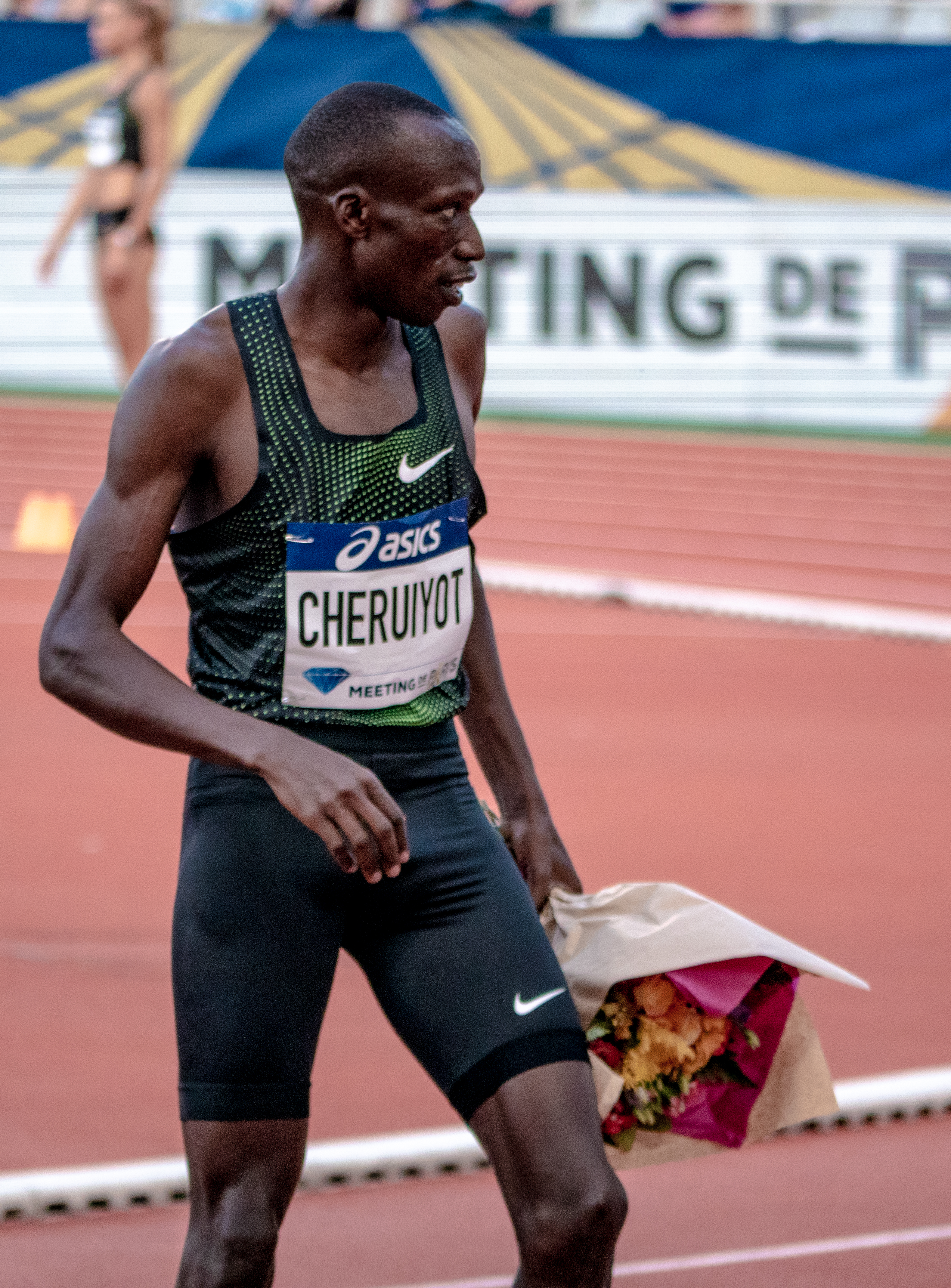
Vizeweltmeister Timothy Cheruiyot
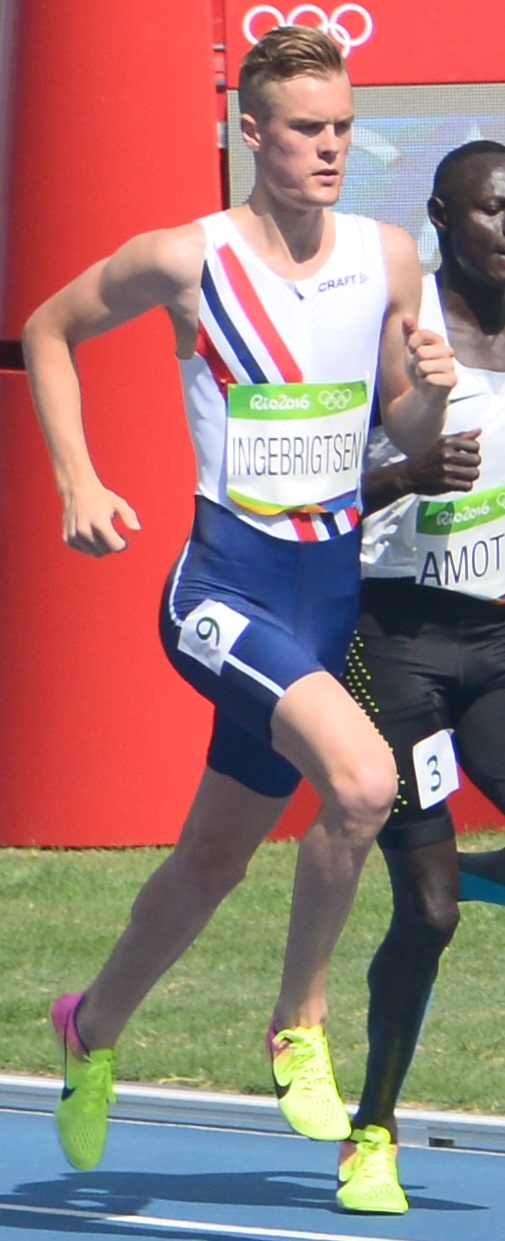
Bronzemedaillengewinner Filip Ingebrigtsen
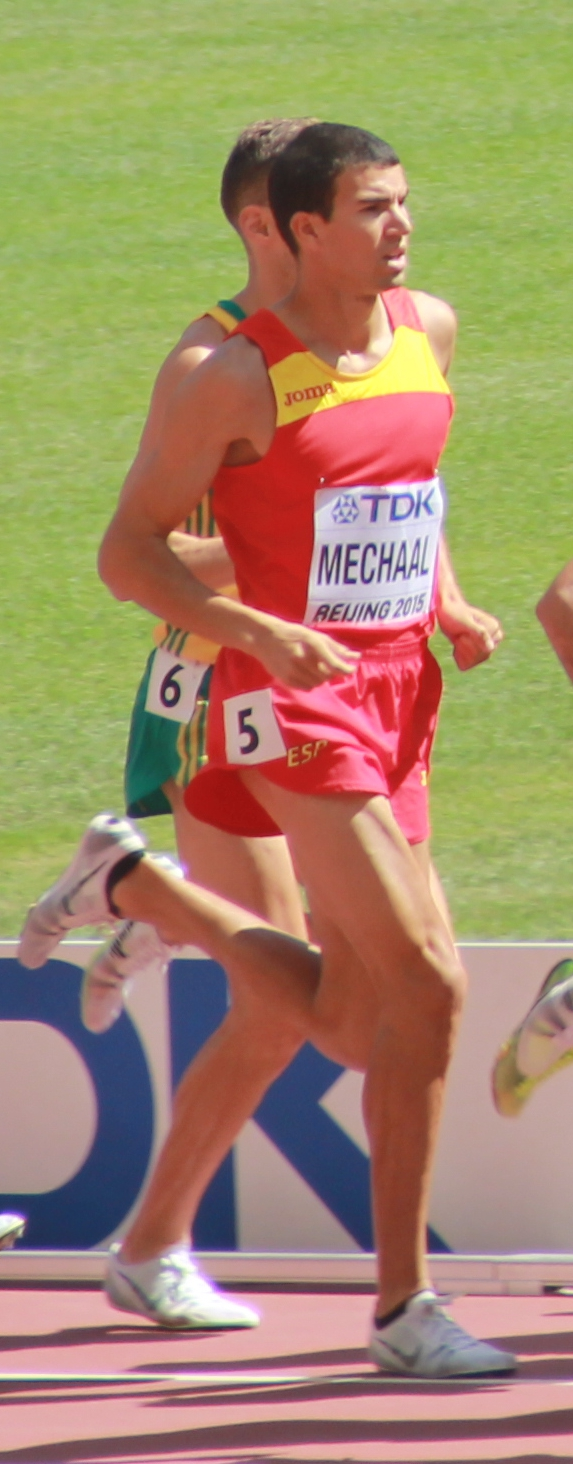
Adel Mechaal belegte Rang vier
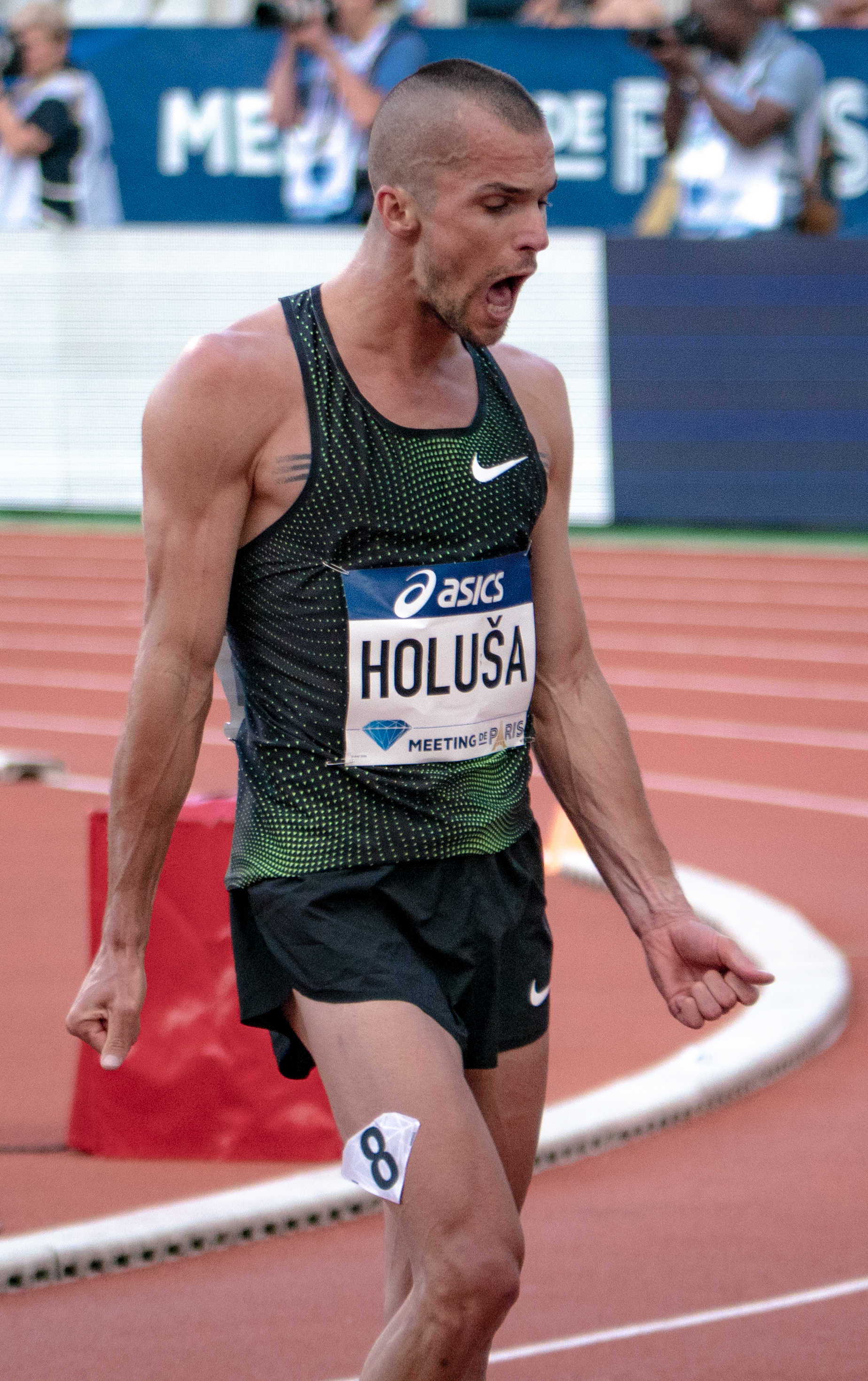
Jakub Holuša erreichte den fünften Platz
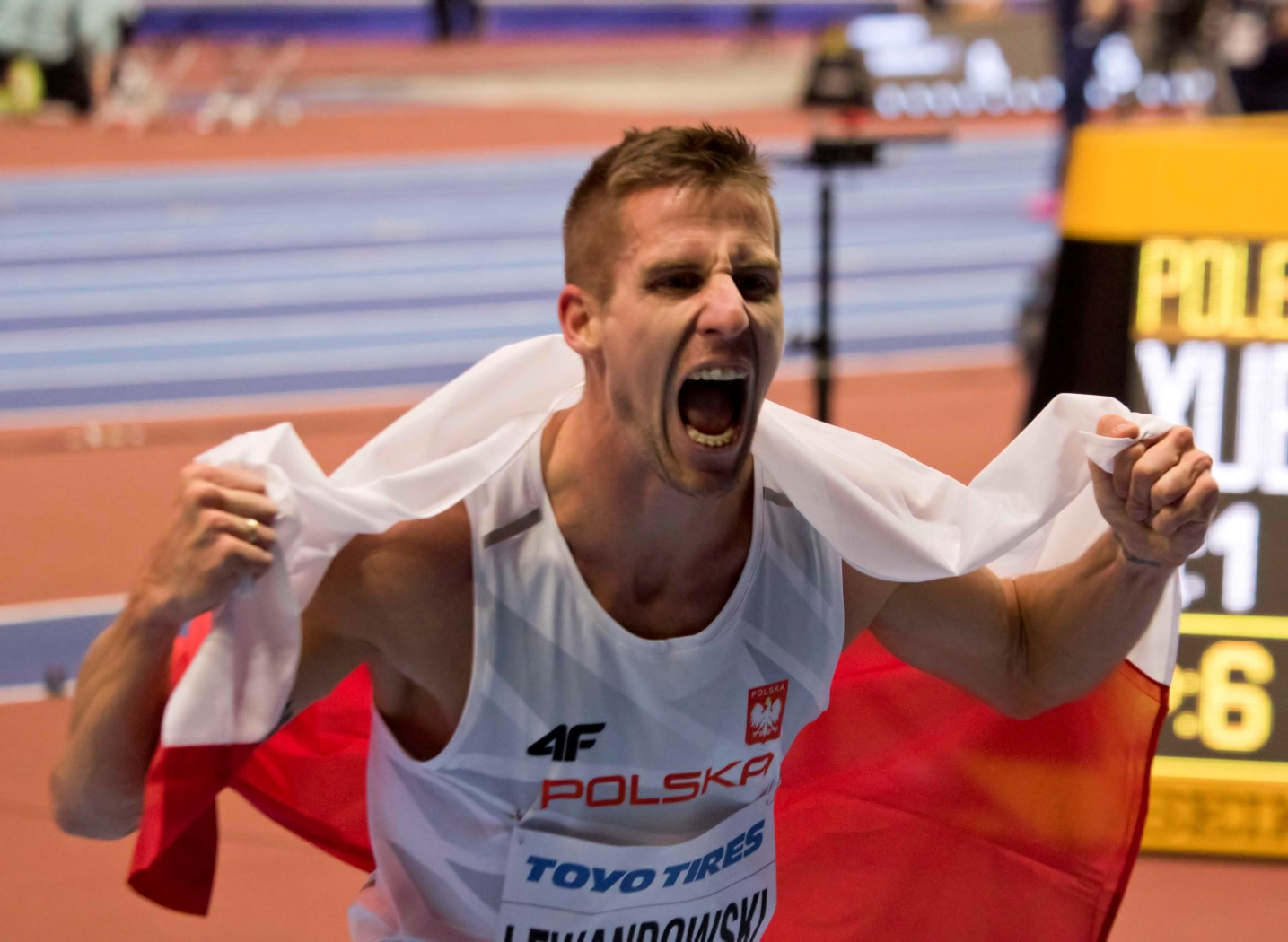
Marcin Lewandowski wurde Sechster
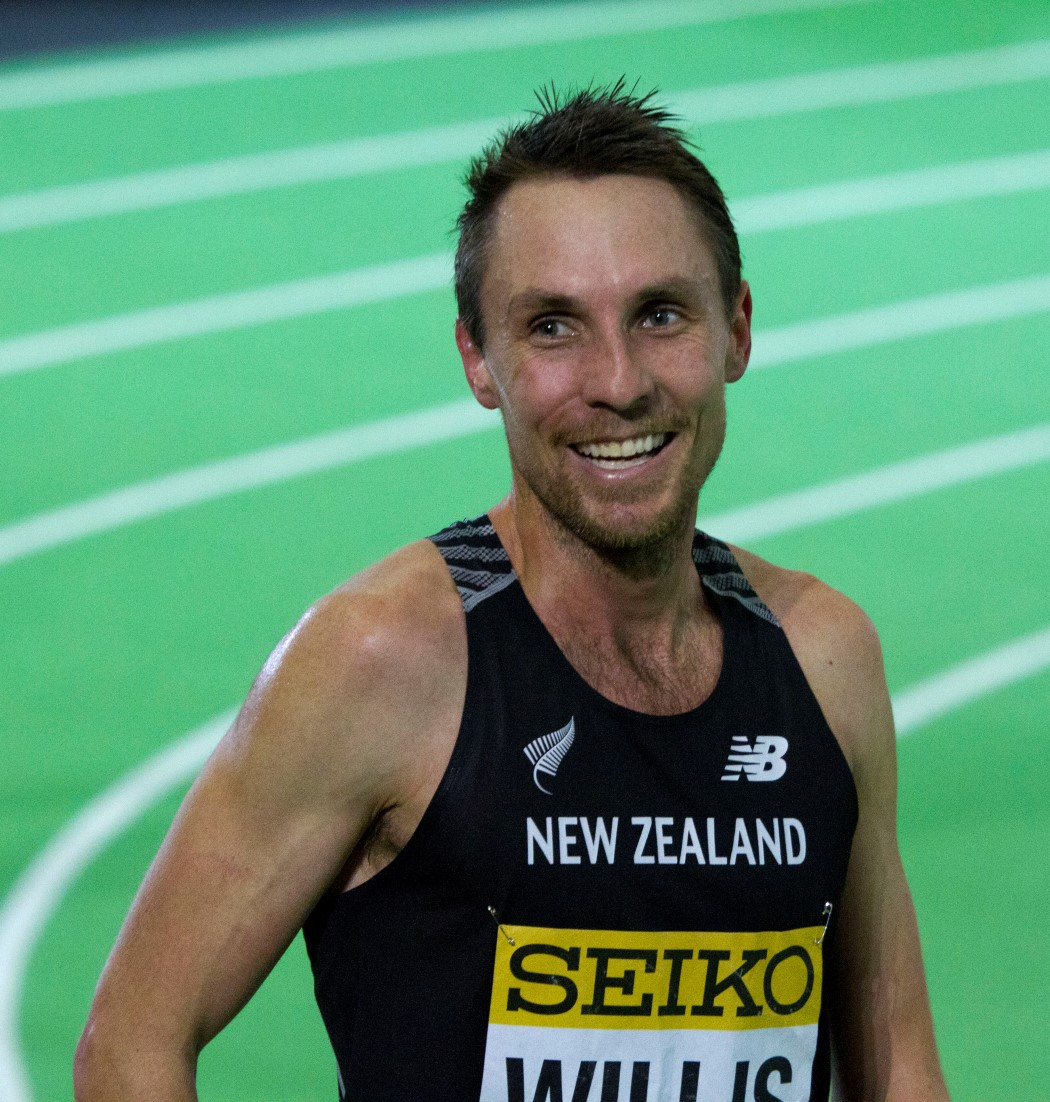
Nick Willis Platz sieben
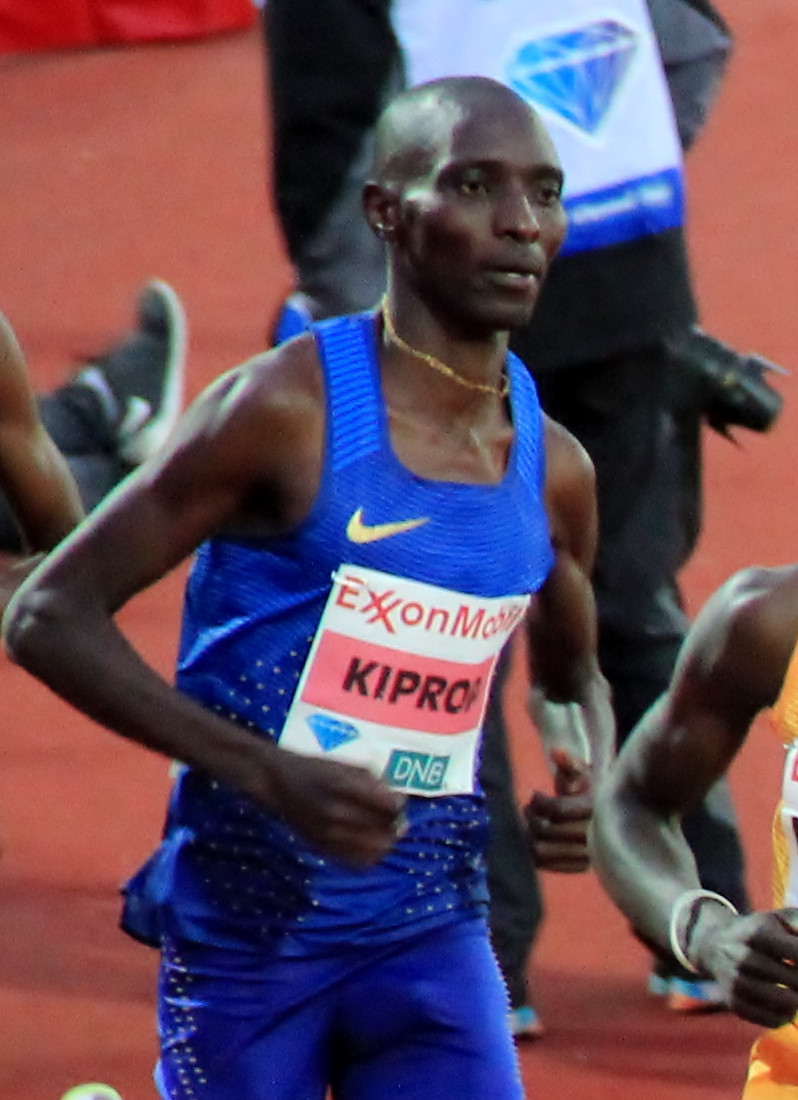
Asbel Kiprop belegte Rang acht
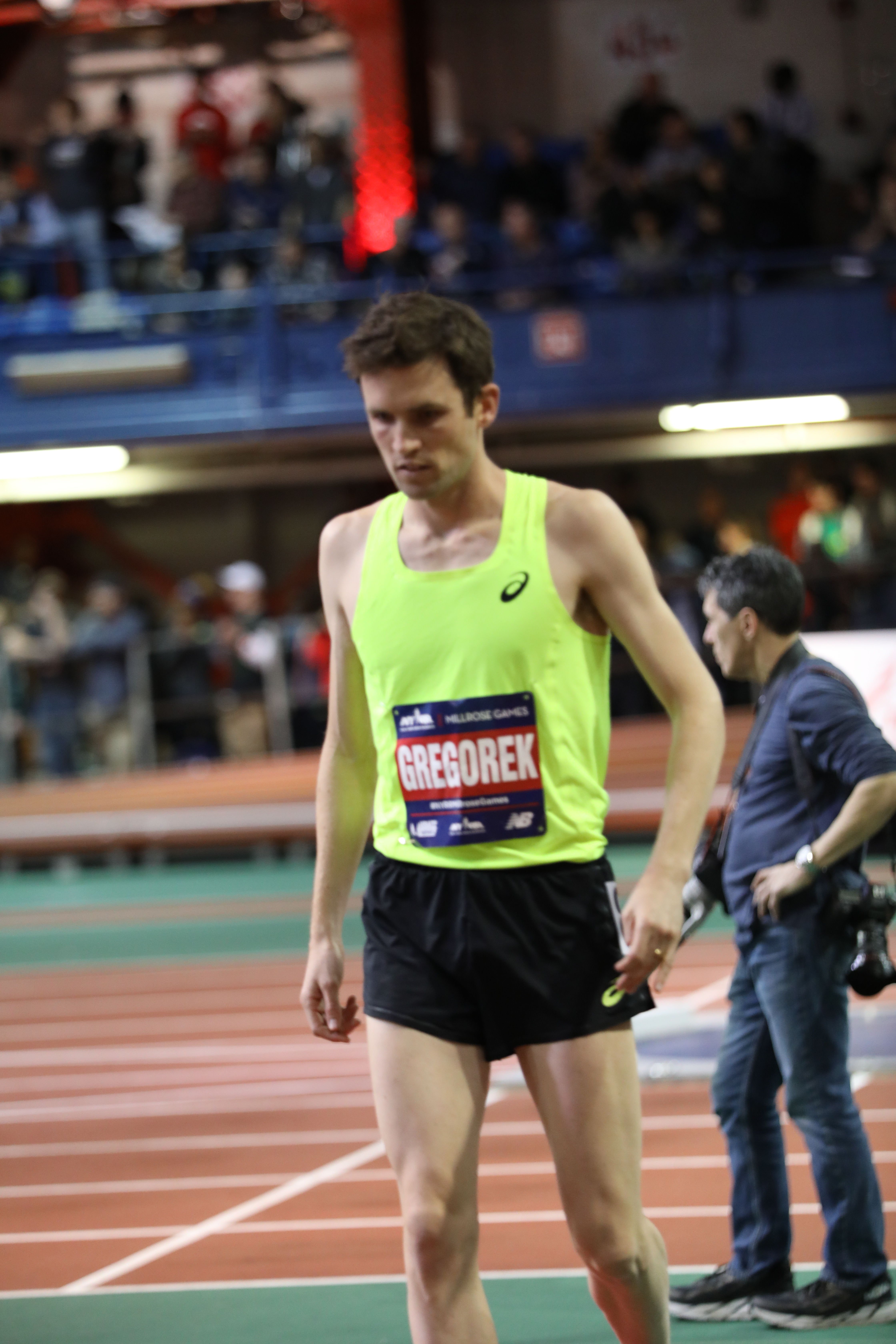
John Gregorek – Platz neun
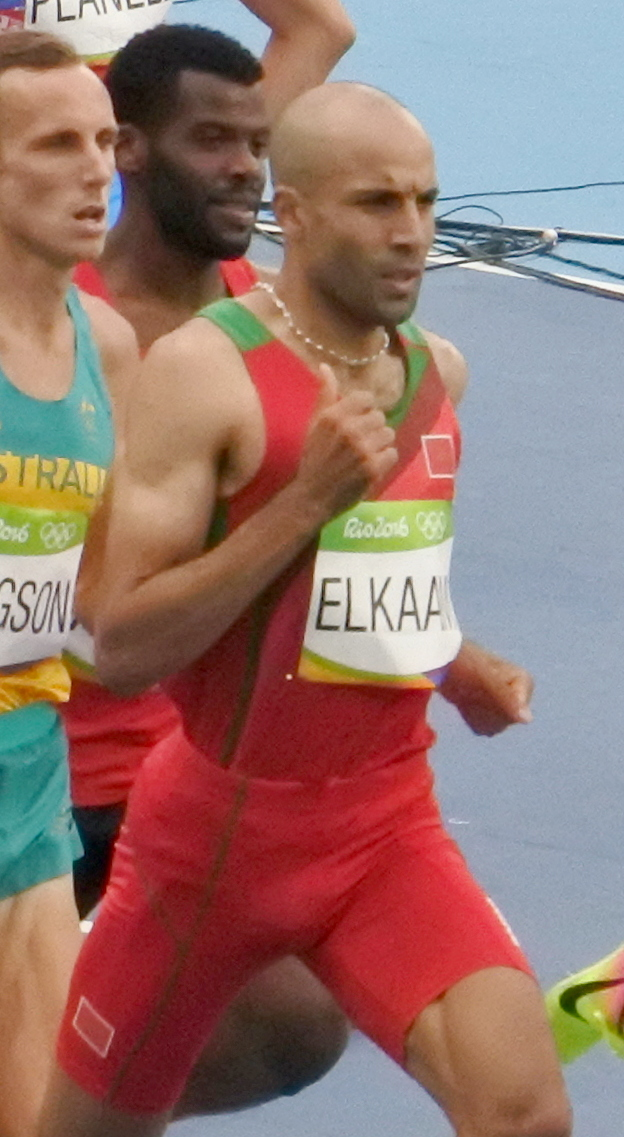
Fouad Elkaam kam auf den zehnten Platz
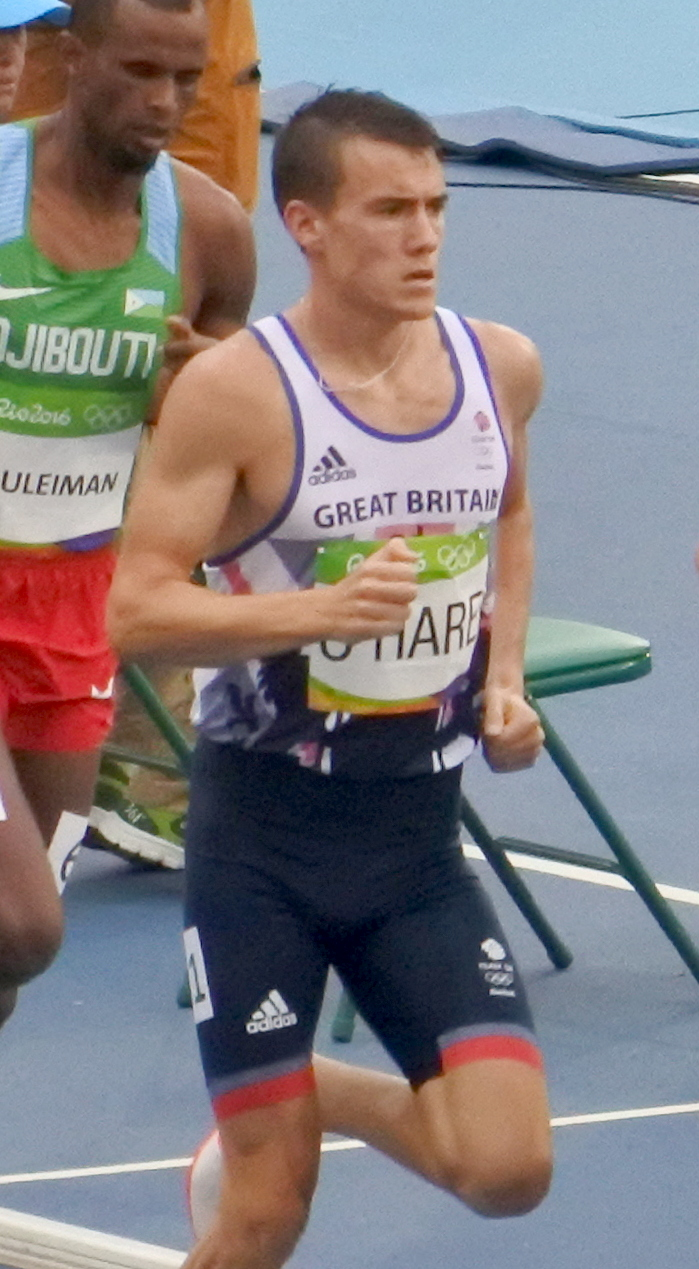
Chris O’Hare belegte nachträglich Rang elf
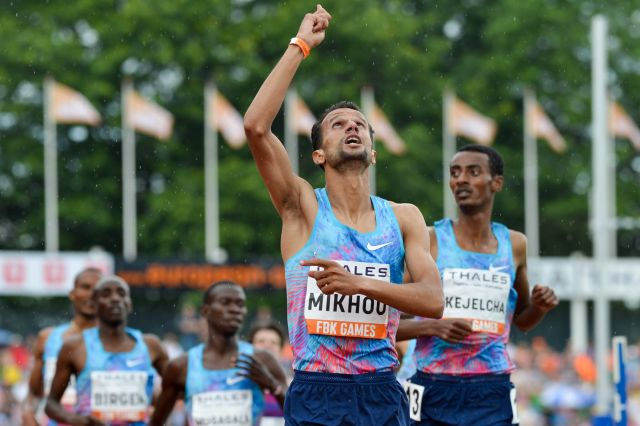
Dopingbetrüger Sadik Mikhou (vorn)

## Video
- 1500 m M - E Manangoi (KEN) guld - F Ingebrigtsen (NOR) brons - London - VM - 13 aug 2017, youtube.com, abgerufen am 26. Februar 2021